# Église Saint-Aubin de Cauffry
L'église Saint-Aubin est une église catholique paroissiale située à Cauffry, en France. Elle se compose notamment d'une nef d'origine romane, fortement remaniée, et d'un clocher en bâtière et d'un chœur datant du dernier quart du XIIe siècle. Représentatifs de la période de transition du roman vers le gothique, ils portent encore tous les caractéristiques de l'architecture romane, mais sont toutefois voûtés d'ogives dès l'origine. Dans sa physionomie et avec son plan initial très simple, avec un clocher interposé entre la nef et le chœur, l'église Saint-Aubin est parfaitement représentative des églises rurales du Beauvaisis des XIe siècle et XIIe siècles. Les corniches dites beauvaisines et le triplet du chevet plat sont en outre des éléments très répandus dans la région au XIIe siècle. Après le chœur, authentique mais simple, le clocher en bâtière représente la partie la plus remarquable de l'église. Son étage de beffroi, avec ses deux baies gémelées par face subdivisées en deux petites arcades chacune et flanquées de multiples colonnettes à chapiteaux, appartient à un type caractéristique de la région. Apparu au dernier quart du XIIe siècle, il devient l'archétype d'un certain nombre de clochers gothiques, et Cauffry possède l'une des rares exemplaires de la variante romane de ce type. Des remaniements à partir du XIIIe siècle ont apporté l'ajout d'un porche et d'un bas-côté, le rehaussement de la nef et l'adjonction de deux chapelles au nord. L'église Saint-Aubin, dédiée également à sainte Geneviève, a été classée au titre des monuments historiques par arrêté du 21 novembre 1930. Elle est affiliée à la paroisse Saint-Martin du Liancourtois.

## Localisation

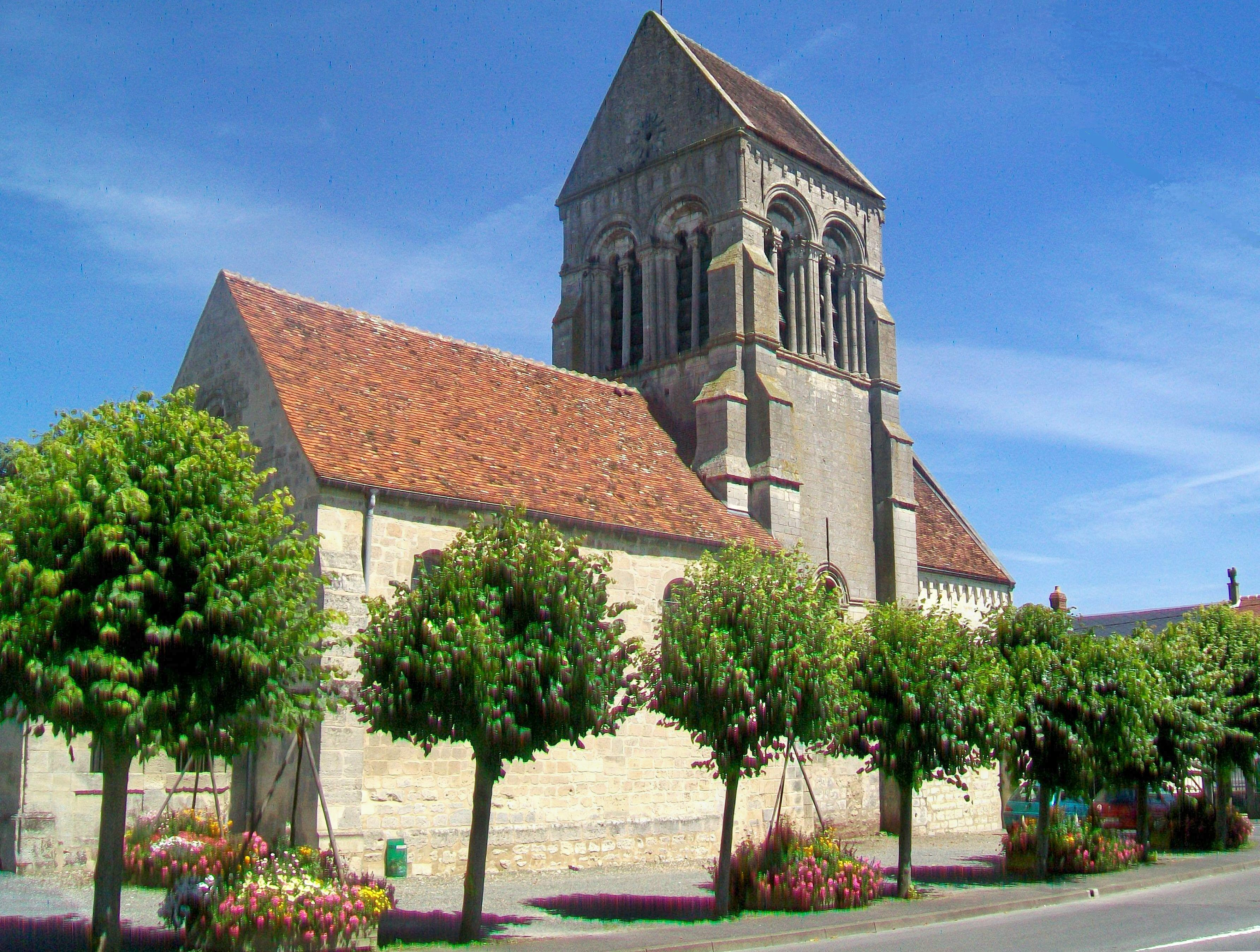
Vue depuis le sud-ouest.

L'église est située en France, en région Hauts-de-France et dans le département de l'Oise, sur la commune de Cauffry, près de la voie ferrée et de la gare de Liancourt - Rantigny, au cœur du village ancien de Cauffry. Le centre de la commune s'est déplacé vers le nord, où se trouve la mairie près de la gare, et la situation de l'église est aujourd'hui plutôt périphérique. La façade méridionale donne sur la rue Jean-Rival et le chevet sur la rue du 1er septembre, qui se croisent près de l'église. Elle est entourée par une petite place et dégagée de tous les côtés, bien que des propriétés privées s'en rapprochent au nord.

## Historique

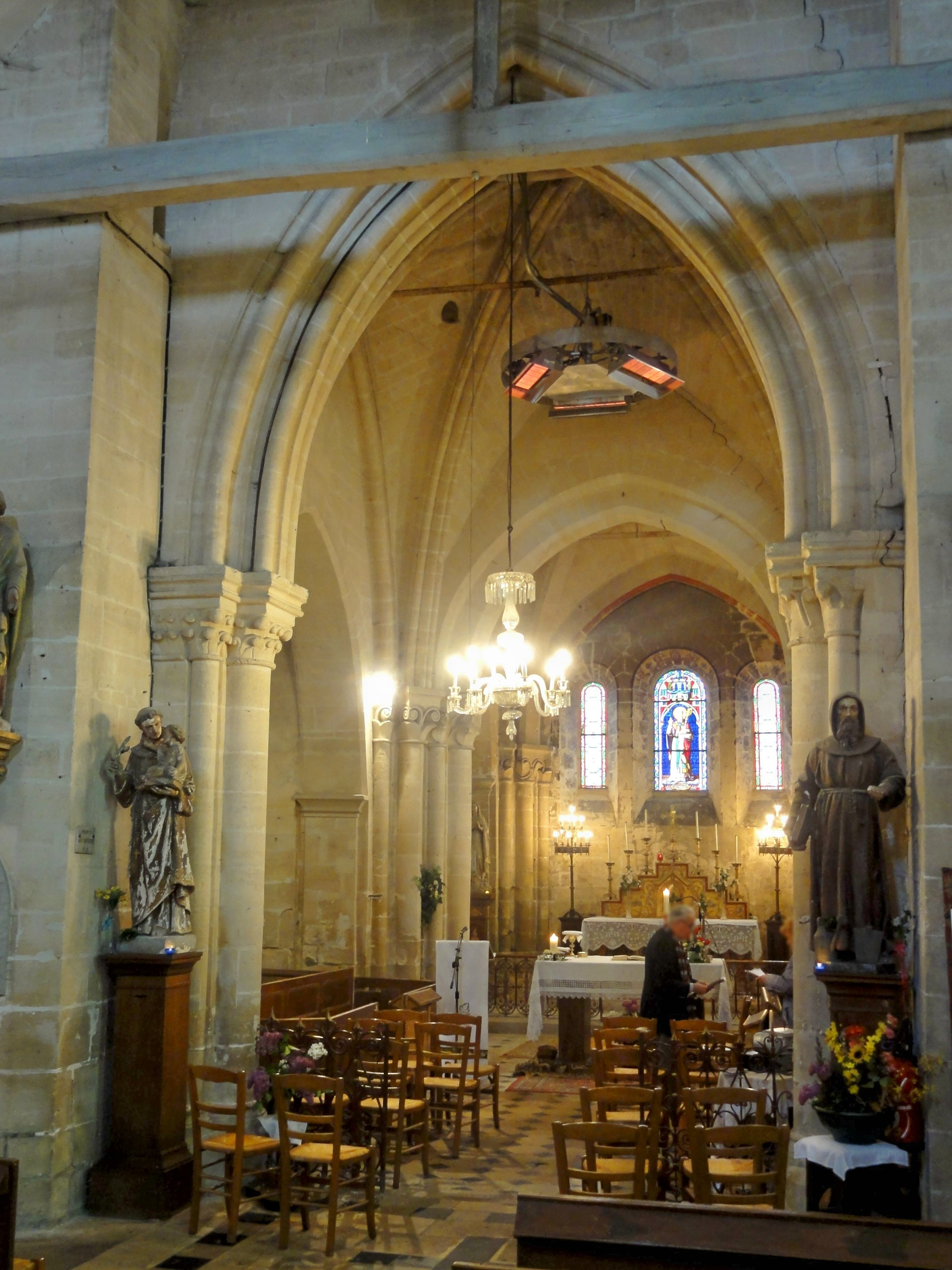
Vue dans la base du clocher et le chœur depuis la nef.

L'église est placée sous le double patronage de saint Aubin d'Angers et de sainte Geneviève (dont les deux statues se font toujours face dans la chapelle au nord du chœur), mais seulement le premier vocable s'est maintenu. Le patronage de la cure appartenait au prieuré de Saint-Leu-d'Esserent. La chapelle dédiée à saint Aubin (sans doute celle au nord de la base du clocher, où une statue d'un saint évêque trône en hauteur) disposait jadis de revenus particuliers.
La nef représente la partie la plus ancienne de l'église et appartient à l'architecture romane, mais du fait de multiples remaniements : exhaussement, adjonction d'un bas-côté nord au XIIIe siècle, ajout d'un porche devant la façade et reconstruction du mur méridional (sans doute au XVIe siècle au plus tôt tenant compte des baies en plein cintre assez grandes et non décorées), la datation précise est problématique. Les seuls éléments authentiques semblent être le linteau et le tympan du portail sous un arc de décharge plein cintre, difficilement visibles à l'intérieur du porche. Dominique Vermand date le clocher du dernier quart du XIIe siècle. Il est donc plus récent que la nef, mais son esthétique est encore tout à fait romane. Ce clocher est très proche et contemporaine de ceux des églises Saint-Nicolas d'Angy, Saint-Denis de Mogneville (sans bien sûr la flèche en pierre) et Saint-Martin de Rousseloy, où l'architecture gothique naissante se manifeste déjà. Le chœur est contemporain du clocher et représente également la période de transition du roman vers le gothique. Les fenêtres sont en plein cintre et le décor est roman,, mais la voûte d'ogives très archaïque qui date d'origine préfigure l'architecture gothique. La corniche beauvaisine qui règne sur les murs gouttereaux du chœur disparaît dans la région vers 1200 et s'aplatit successivement pour ne faire plus que deux à trois centimètres d'épaisseur à la fin. À Cauffry, elle est encore bien plus saillante, ce qui correspondrait aux années 1170.
Les deux chapelles au nord de la base du clocher et au nord du chœur sont les parties les plus récentes de l'église. Sans style particulier, sans décor intérieur où elles sont recouvertes de simples plafonds de bois, sans éléments sculptés ou moulures à l'extérieur, elles sont difficilement datables. Seuls les contreforts peuvent donner des indices ; ils accusent des formes différentes pour les deux chapelles. Les fenêtres en plein cintre sont revenues à la mode pendant la seconde Renaissance à partir de la seconde moitié du XVIe siècle, mais il resterait encore à démontrer si elles sont contemporaines de la construction des chapelles ou si elles sont issues de remaniements postérieurs. Aucun auteur ne s'est encore exprimé sur les chapelles.
L'édifice est classé au titre des monuments historiques par arrêté du 21 novembre 1930.

## Description

### Aperçu général

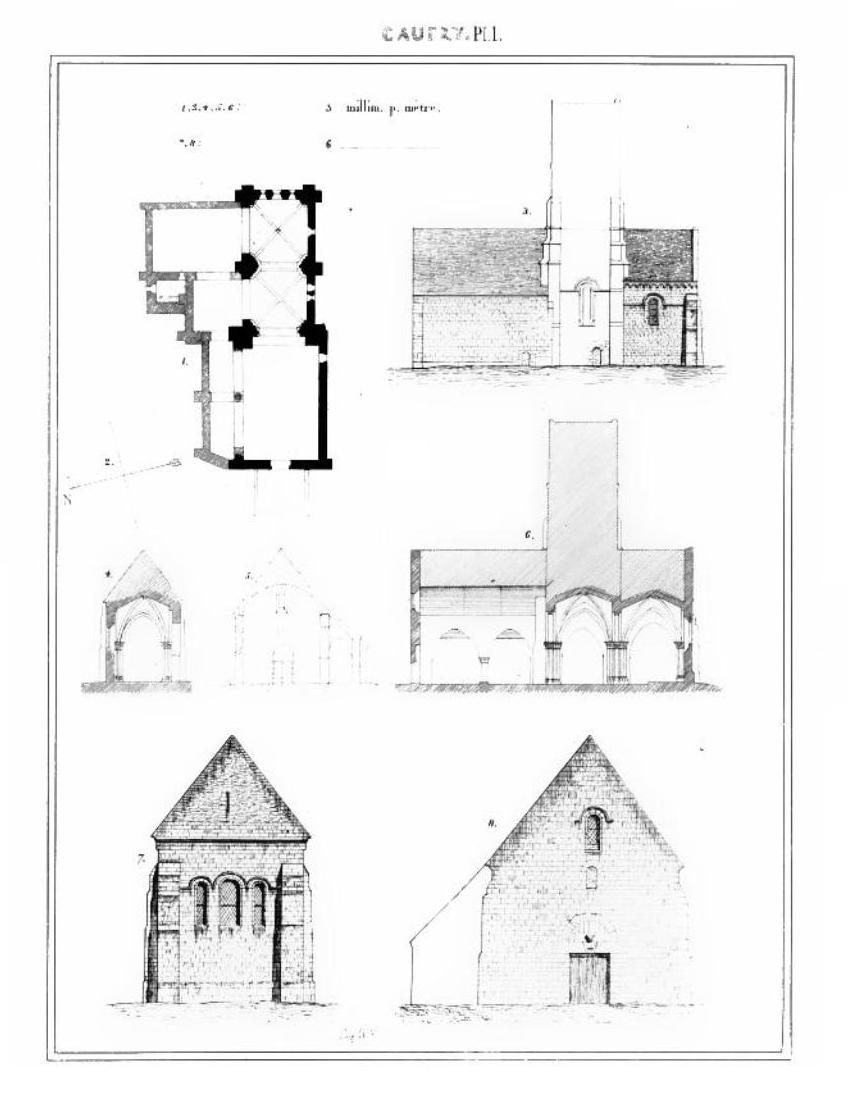
Plan et élévations.

L'église Saint-Aubin est à peu près régulièrement orientée, avec une légère déviation de l'axe vers le nord du côté de la façade. Elle ne possède qu'un unique accès, le portail occidental. La silhouette de l'église en s'approchant du sud n'a guère évoluée depuis la construction du clocher et du chœur pendant les années 1170. Depuis ici, la physionomie de l'édifice laisse clairement apparaître son plan d'origine, très simple : une nef-grange suivie par un clocher en bâtière et un chœur au chevet plat d'une seule travée. Un porche moderne précède la nef. Il n'y a jamais eu de transept, comme le montre la fenêtre romane du rez-de-chaussée du clocher. Des églises de ce plan étaient très répandues dans le Beauvaisis au XIe et XIIe siècles. L'élévation occidentale fait apparaître le bas-côté nord, qualifié par Eugène Müller de « sorte de couloir de dégagement ». Un pignon domine la façade occidentale et le chevet ; le bas-côté est couvert par un toit en appentis en continuité du rampant nord du toit de la nef. L'élévation septentrionale, peu exposée aux regards car donnant sur les murs de clôture d'une propriété, paraît quelque peu chaotique. La chapelle au nord du chœur se termine par un mur-pignon, et l'axe de son toit est perpendiculaire à celui du vaisseau central, comme s'il s'agissait d'un transept. La chapelle au nord de la base du clocher est moins profonde et recouverte par un toit en appentis prenant appui contre le clocher, et contre le toit de l'autre chapelle par une croupe. Cette disposition est disgracieuse. Une petite sacristie occupe l'angle entre les deux chapelles. Son toit en appentis s'appuie contre le mur gouttereau ouest de la chapelle latérale du chœur. Mais en réalité, la sacristie est aujourd'hui bien plus grande : la chapelle latérale du chœur a été subdivisée par un mur et la partie septentrionale rattachée à la sacristie,,,.

### Intérieur

#### Nef et bas-côté

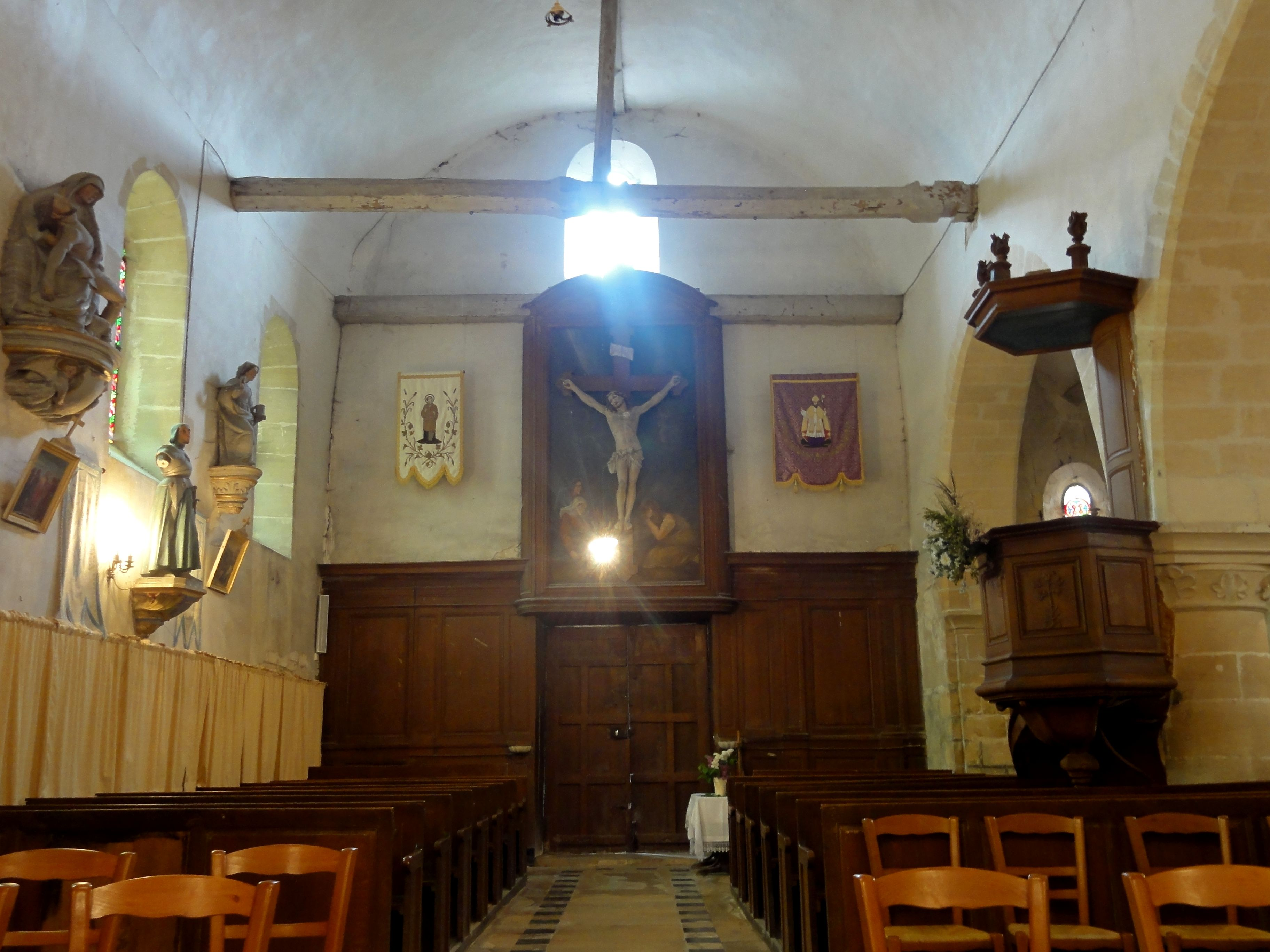
Nef, vue vers l'ouest.

La nef est recouverte d'une fausse voûte en berceau de plâtre et ne présente pas de subdivision en travées. L'éclairage et procuré par trois fenêtres hautes côté sud, et une seule sous le pignon, côté ouest. Quatre poutres de la charpente dissimulée sous cette voûte traversent horizontalement la nef. Rien n'évoque l'architecture romane, que ce ne soit le chapiteau rond de l'unique pile centrale des deux grandes arcades brisées faisant communiquer la nef avec son bas-côté. Ce chapiteau est qualifié de « roman » par Louis Graves, et orné de huit feuilles à cinq lobes. L'étroite baie occidentale du bas-côté pourrait également être romane ; or, Eugène Müller date le bas-côté du XIIIe siècle : des anachronismes ne sont en effet pas rares dans les petites églises rurales, ce qui peut expliquer le caractère roman de certains éléments. Le tailloir du chapiteau est carré, et les deux piles engagées aux extrémités des arcades ne présentent par ailleurs que des tailloirs, pas de chapiteaux. Les claveaux des arcades ont été mises en évidence lors d'une restauration, mais sinon, la nef et le bas-côtés sont dépourvus de tout décor architectural. Un lambris de demi-revêtement sur le mur occidental de la nef, un grand Christ en croix au-dessus, des étendards, quelques petits tableaux et un nombre important de statues compensent cette austérité. La plupart des bancs anciens subsistent : ils portent toujours des plaques en émail avec les noms des paroissiens ayant loués les places. La chaire accrochée à la pile centrale des arcades est un bel travail d'ébénisterie ; comme particularité, les premières marches y accédant à l'arrière sont en pierre. Quant au bas-côté, il conserve son caractère rustique avec une charpente en partie apparente et un dallage en pierre. Il est subdivisé par un doubleau en plein cintre, et communique avec la chapelle au nord de la base du clocher par une arcade en anse de panier. Le jour entre par la petite baie déjà signalée, et par un œil-de-bœuf et une fenêtre rectangulaire au nord,,,.

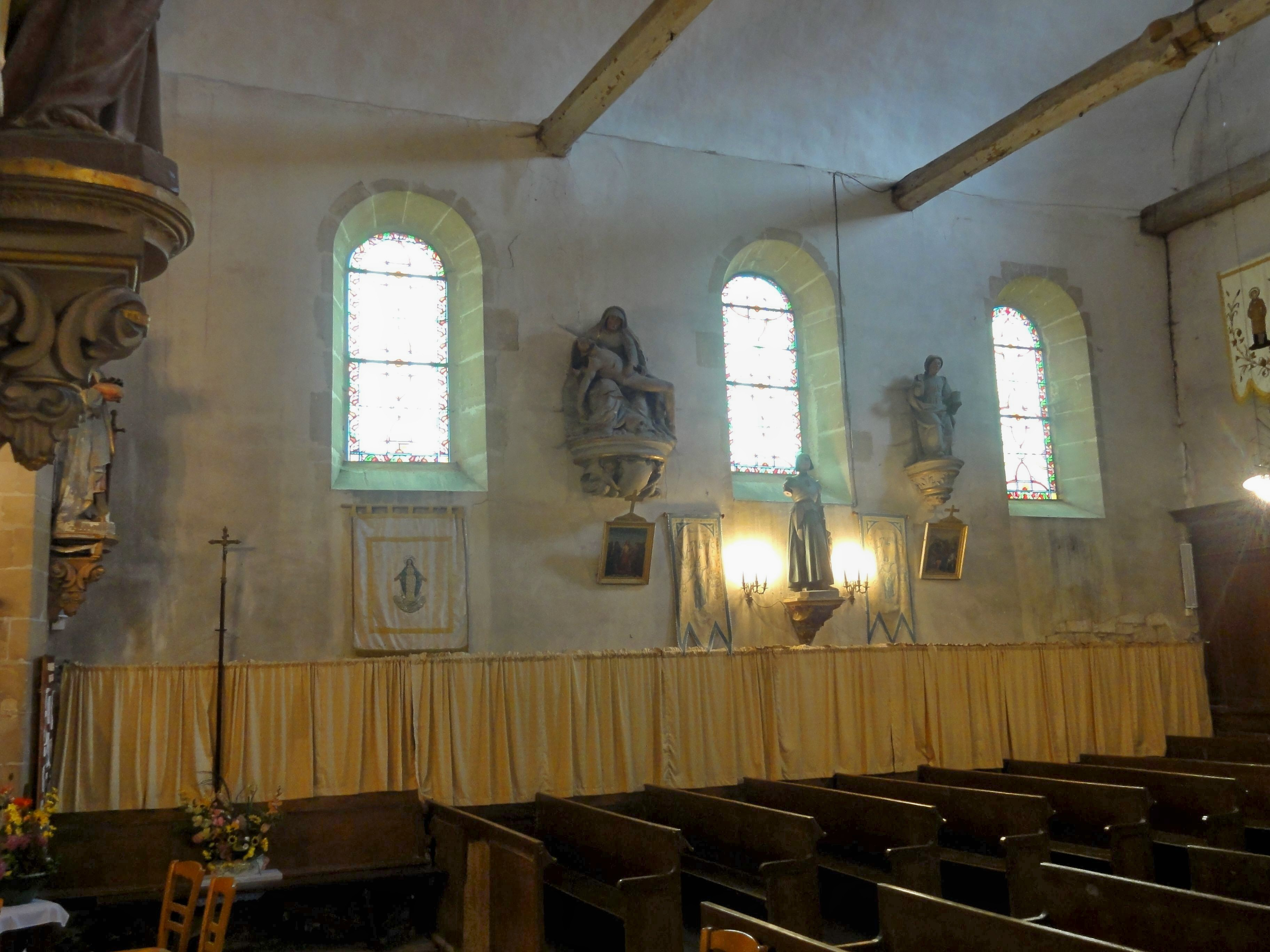
Nef, élévation sud.
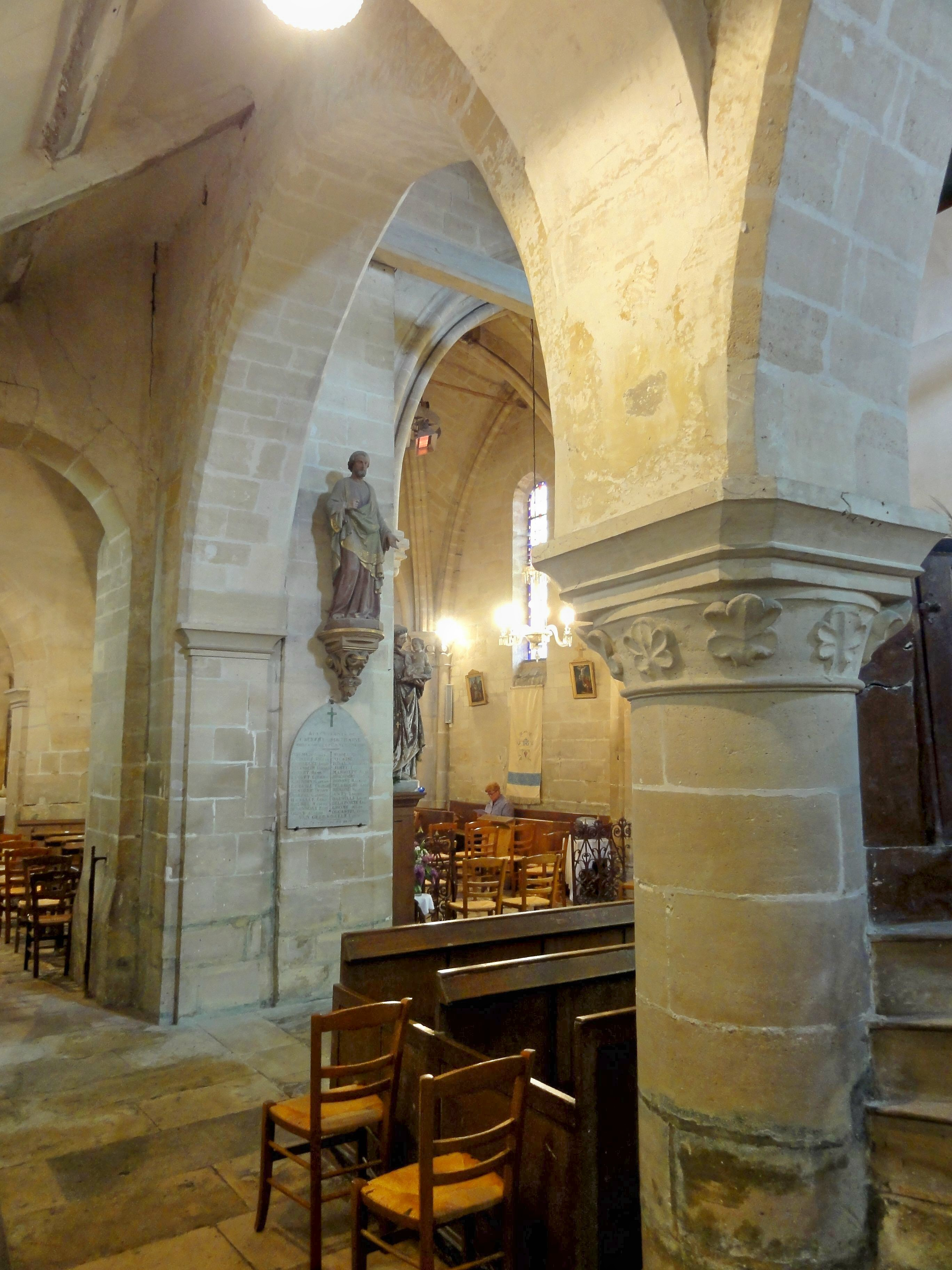
Bas-côté, 2e grande arcade.
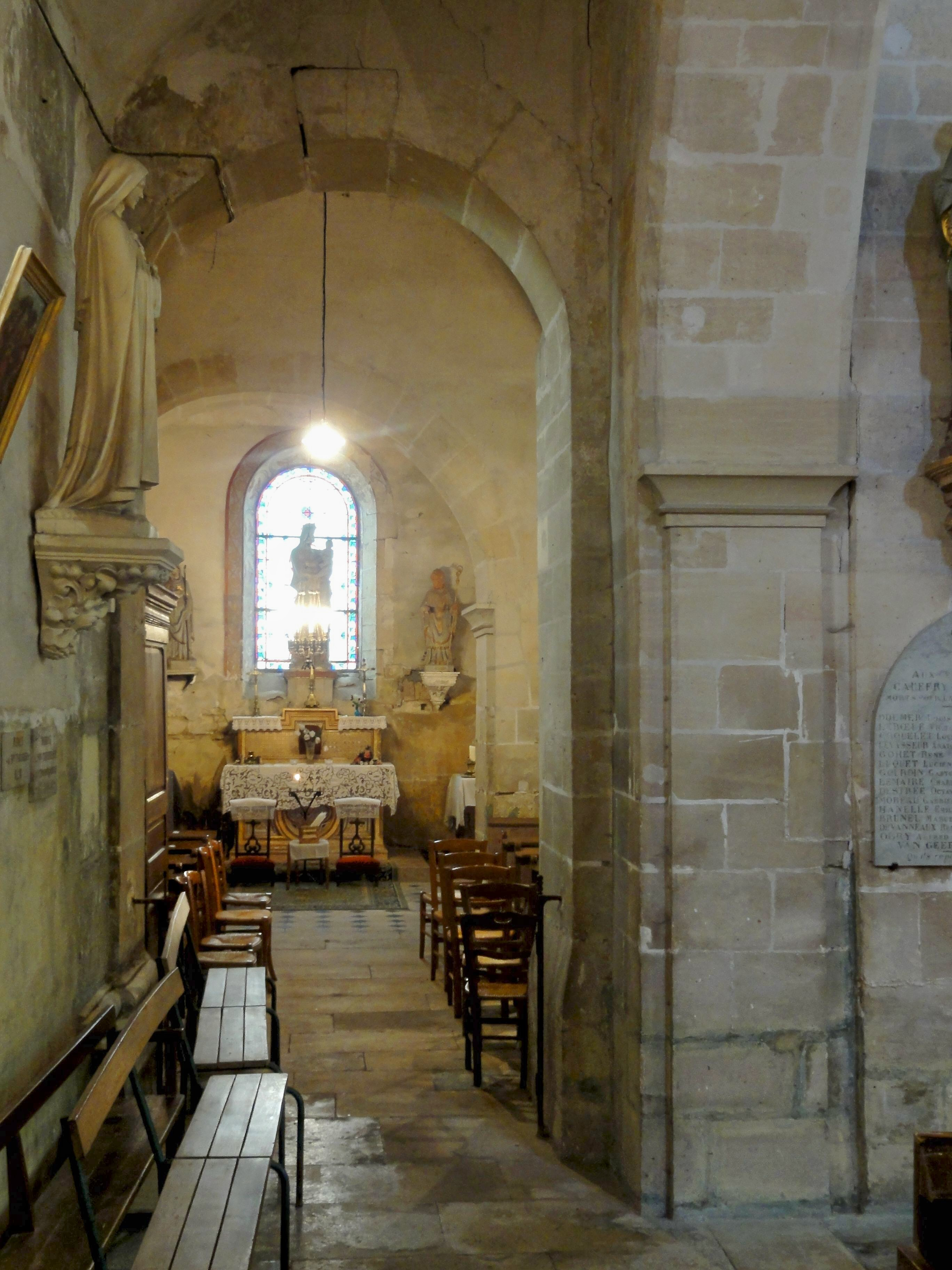
Bas-côté, vue vers les chapelles.
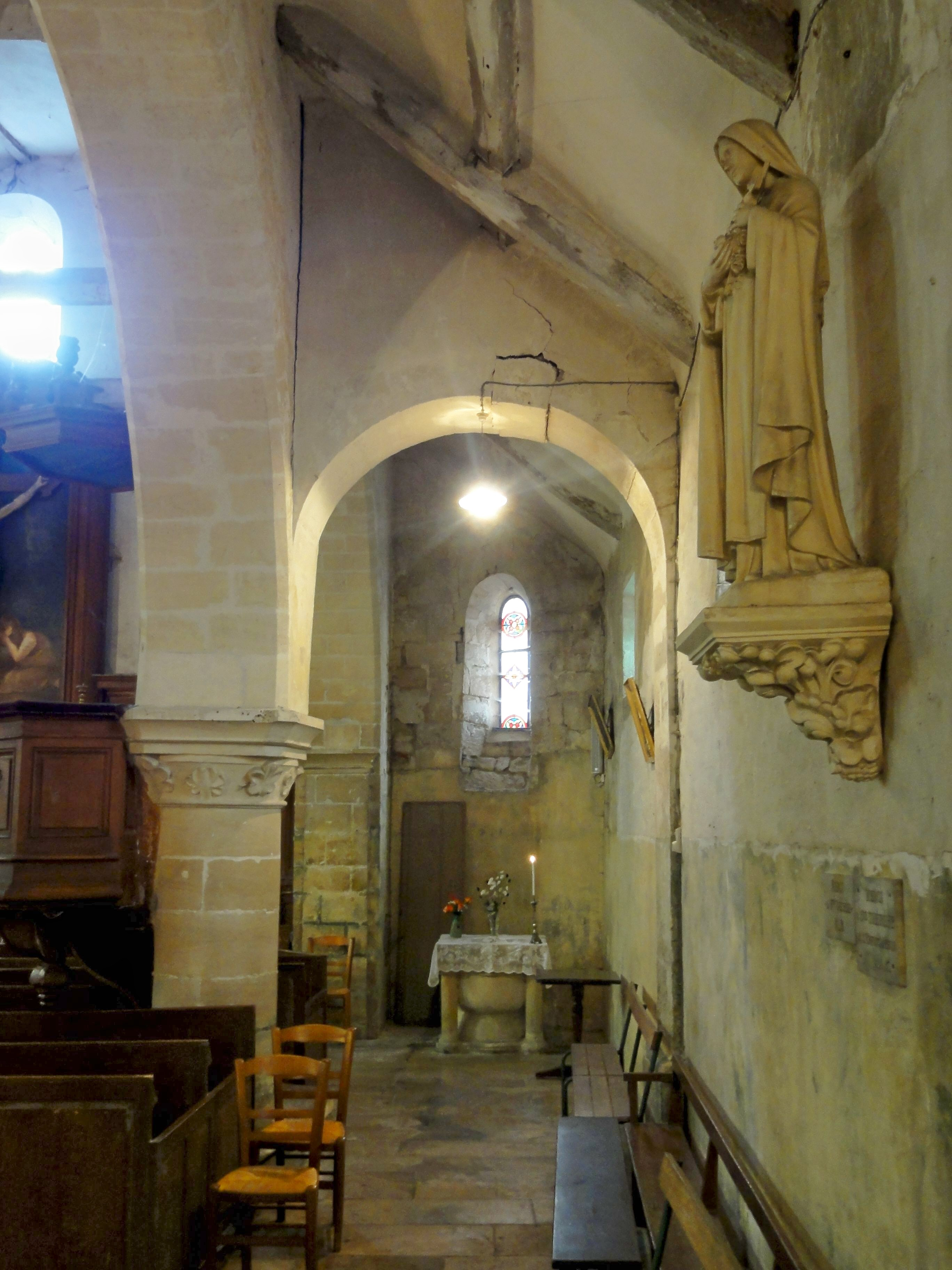
Bas-côté, vue vers l'ouest.
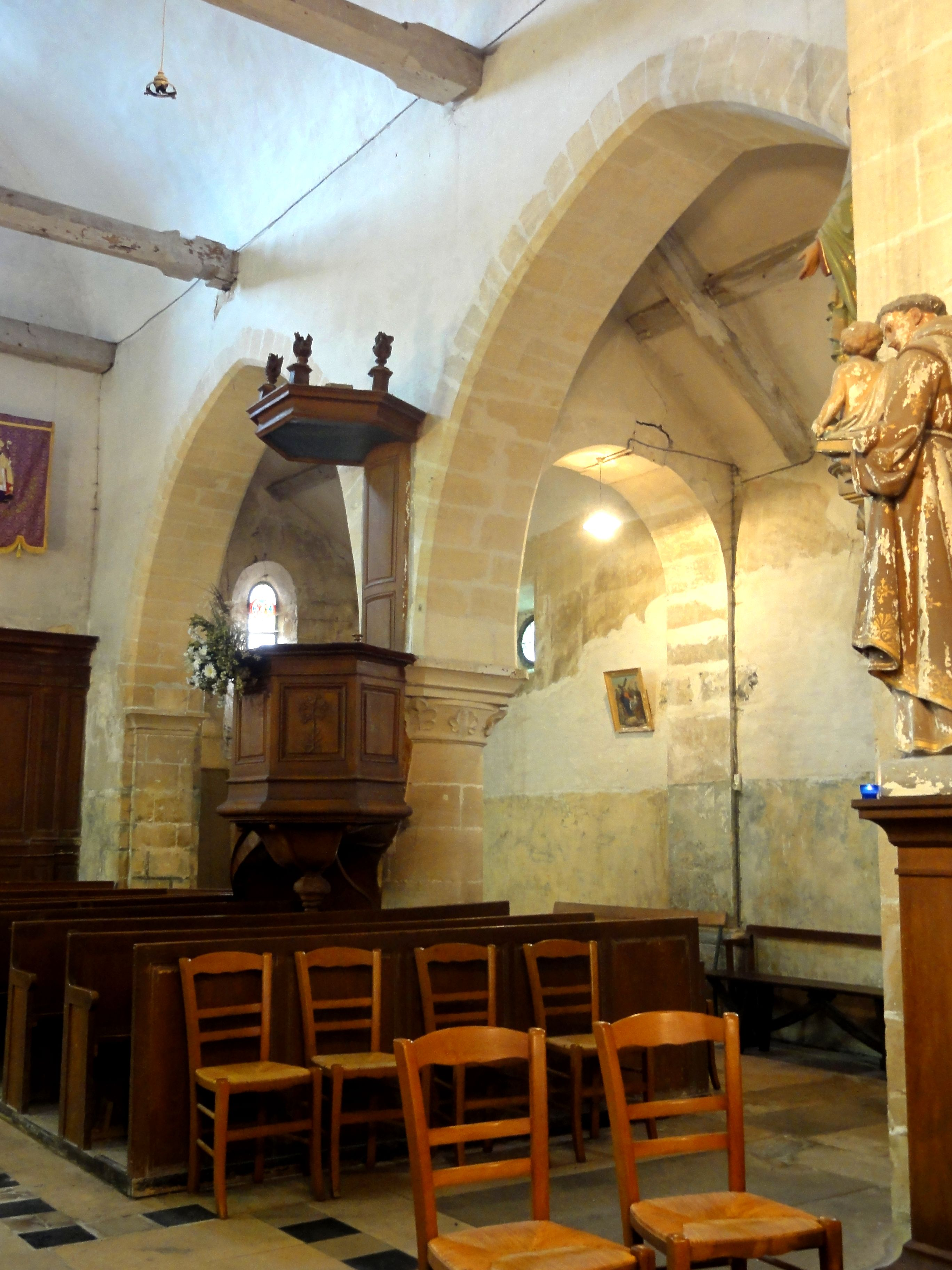
Nef, grandes arcades.
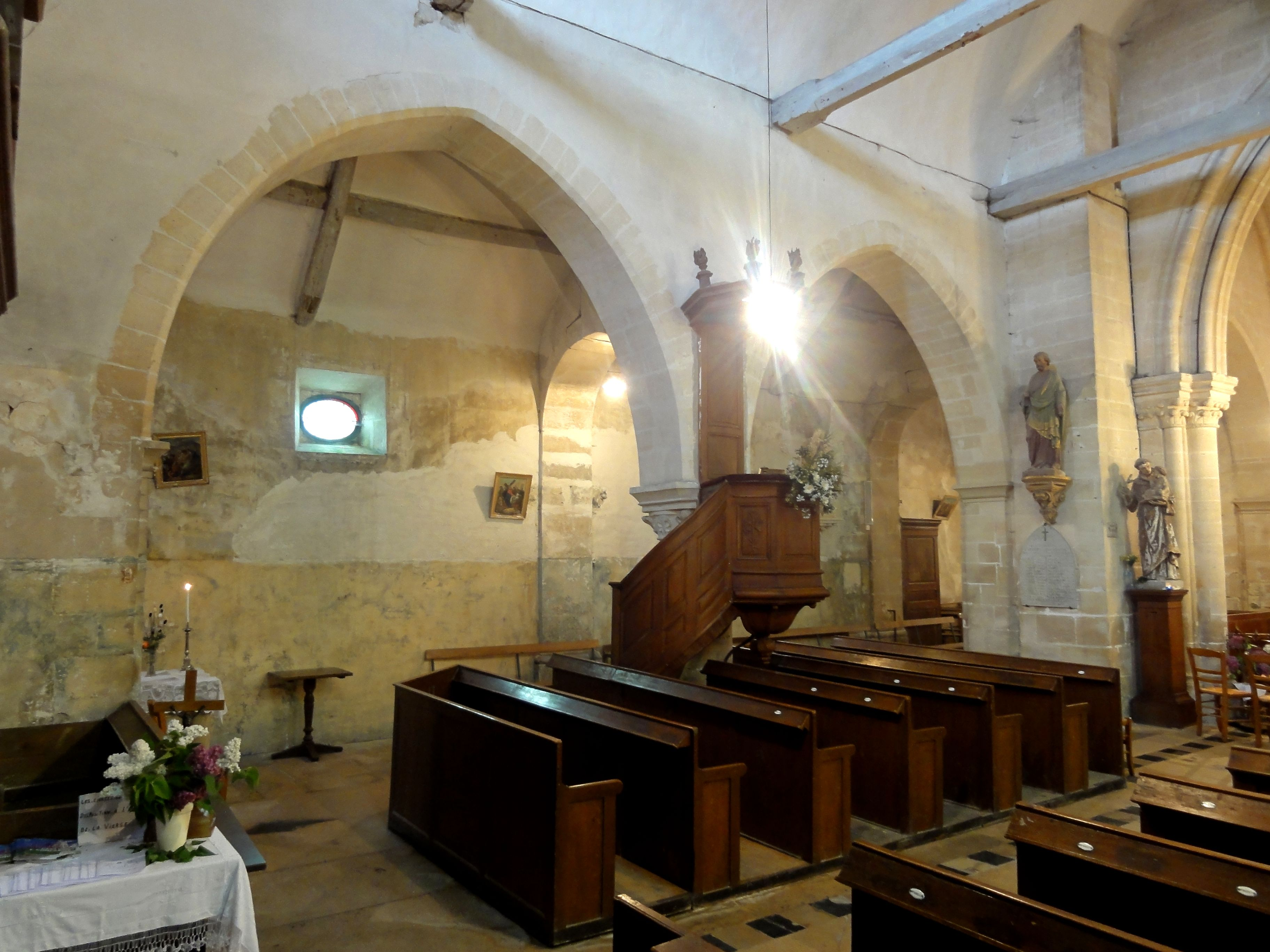
Nef, grandes arcades.

#### Parties orientales

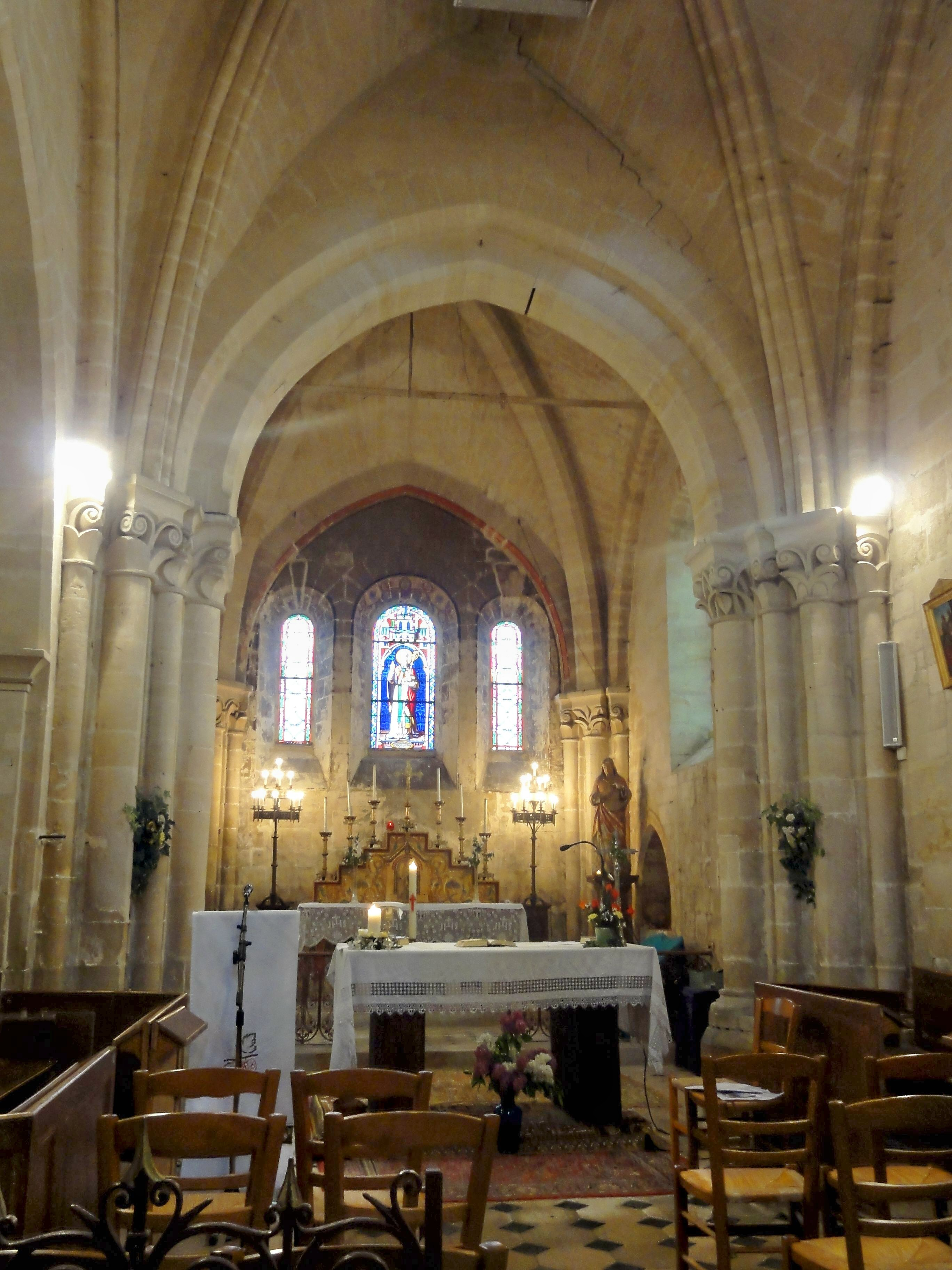
Base du clocher, vue vers l'est dans le chœur.

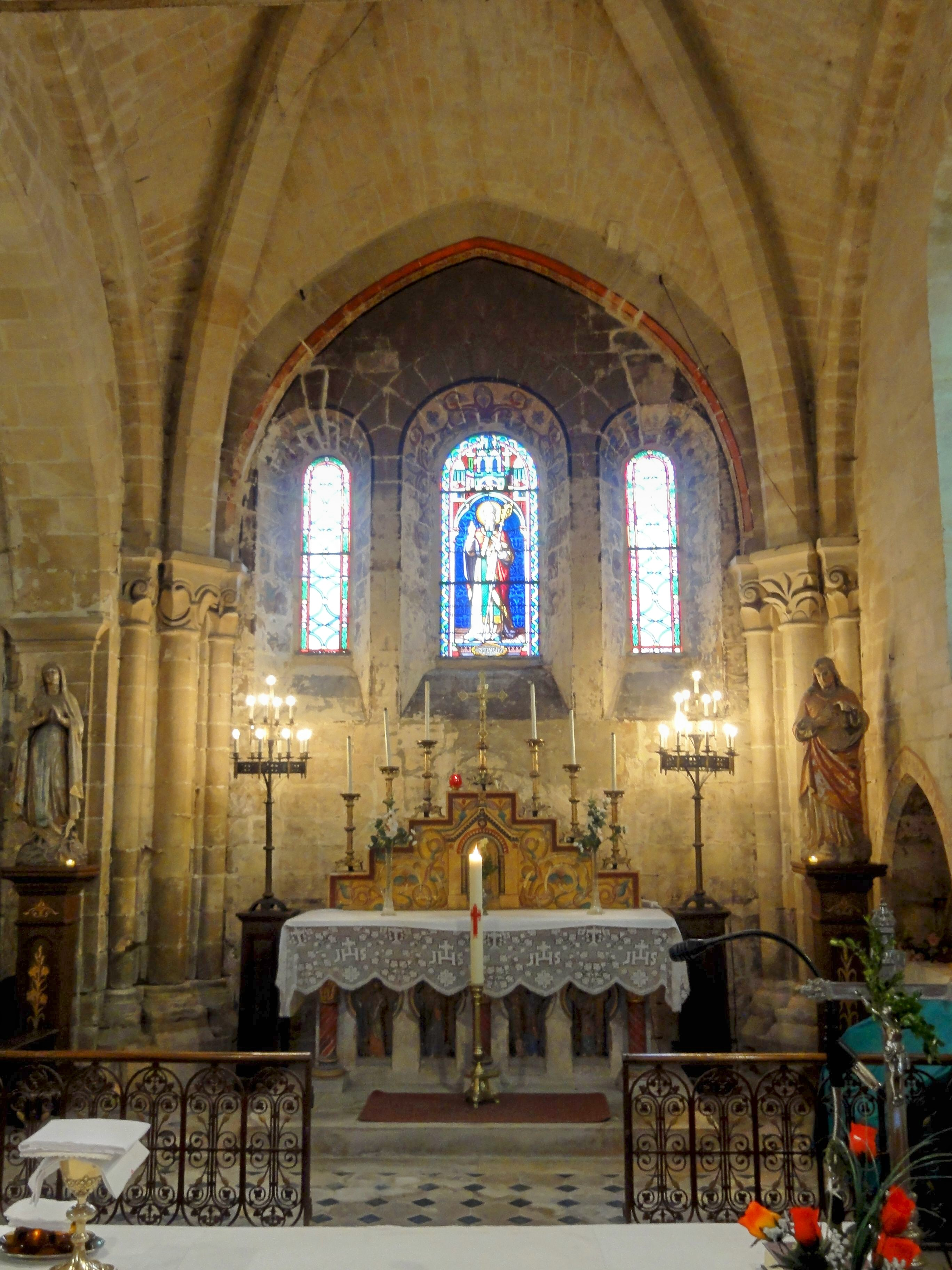
Chœur, vue vers l'est.

L'homogénéité de la base du clocher et du chœur est soulignée par la même facture des chapiteaux tant à l'ouest qu'à l'est de l'arcade les séparant, chapiteaux que l'on retrouve également au revers du mur du chevet. Ils paraissent être d'une sculpture grossière et manquent de finesse, mais comme Eugène Müller le souligne, ils ont été grattés et regrattés, ce qui leur a fait perdre leur caractère d'origine. Ils représentent notamment des enroulements, des volutes et des feuilles de nénuphars. La voûte d'ogives du chœur est très exhaussée à l'est et à l'ouest, et évoque une coupole. Son archaïsme s'exprime à travers le profil des nervures, qui sont simplement carrés, aux angles biseautés. Elle possède néanmoins des formerets (sauf vers la base du clocher), du même profil, et l'on compte ainsi des faisceaux d'une colonne et de deux colonnettes dans les angles du chevet, et de trois colonnes et quatre colonnettes de part et d'autre de l'arcade entre la base du clocher et le chœur. La colonne centrale y correspond à l'arcade, et les deux colonnettes voisines à ses doubleaux : en effet, comme déjà signalé, il n'y a pas de formerets de ce côté, et comme l'arcade entre les deux travées est beaucoup plus basse que les voûtes, formerets et doubleaux des arcades ne se confondent pas. Il est également à souligner qu'aucun chapiteau et aucune colonnette ne correspondent aux arcades s'ouvrant vers les chapelles, ce qui indique leur postériorité. Ces arcades ne sont décorées que par des bandeaux au niveau des impostes. — Dans la base du clocher, le profil des nervures est plus avancée. Les ogives se composent d'un gros tore entre deux plus fins, et les formerets sont des tores uniques. Un trou de cloches s'ouvre au sommet de la voûte. Du côté de la nef, les chapiteaux sont toujours au nombre de sept de chaque côté (comme entre la base du clocher et le chœur), mais ils restent plus authentiques et leur sculpture est plus raffiné. L'on rencontre un nouveau motif, des feuilles recourbées en bourgeons (crochets) aux extrémités supérieures. Au nord de l'arcade, tous les sept chapiteaux présentent ce même décor. Contrairement à l'arcade entre base du clocher et chœur, l'arc triomphal côté nef suit le profil de la voûte et se présente ainsi comme une ogive surhaussée,,,.
La base du clocher et le chœur sont les parties les plus intéressantes de l'église. La plupart de leurs fenêtres datent d'origine : un triplet de trois baies plein cintre dans le mur du chevet, dont celle au centre plus large et plus haute que les autres, et une unique baie cintre dans la base du clocher. La baie méridionale du chœur est apparemment moderne, Louis Graves signalant en effet que le chœur aurait été retouché. Les ébrasements des baies du chevet et le formeret au-dessus présentent une polychromie non datée, tout comme la baie du chevet de la chapelle latérale du chœur. La polychromie du triplet est la mieux conservée : elle représente des vignes. À droite du chœur, la piscine liturgique ménagée dans l'épaisseur du mur montre également un décor peint. — Les deux chapelles n'offrent que peu d'intérêt. De plan carré et de dimensions à peu près identiques, elles intercommuniquent par une arcade plein cintre dont les impostes sont décorées de la même façon que sur les deux arcades vers la base du clocher et le chœur, qui sont par contre brisées. Les piles septentrionales du clocher font saillie dans ces chapelles et la nef, alors qu'elles ont été savamment dissimulées à l'intérieur de la base du clocher. Les plafonds en bois sont plats et n'évoquent en rien un édifice religieux. Les deux fenêtres extérieures sont en plein cintre : une au centre du mur du chevet de la seconde chapelle, et une, désaxée, dans le mur septentrional de la première chapelle (la sacristie n'ayant pas permis de centrer cette baie). Le mur septentrional de la seconde chapelle comporte une porte rectangulaire surmontée par une fenêtre plein cintre, donnant dans l'arrière de cette chapelle annexée à la sacristie.

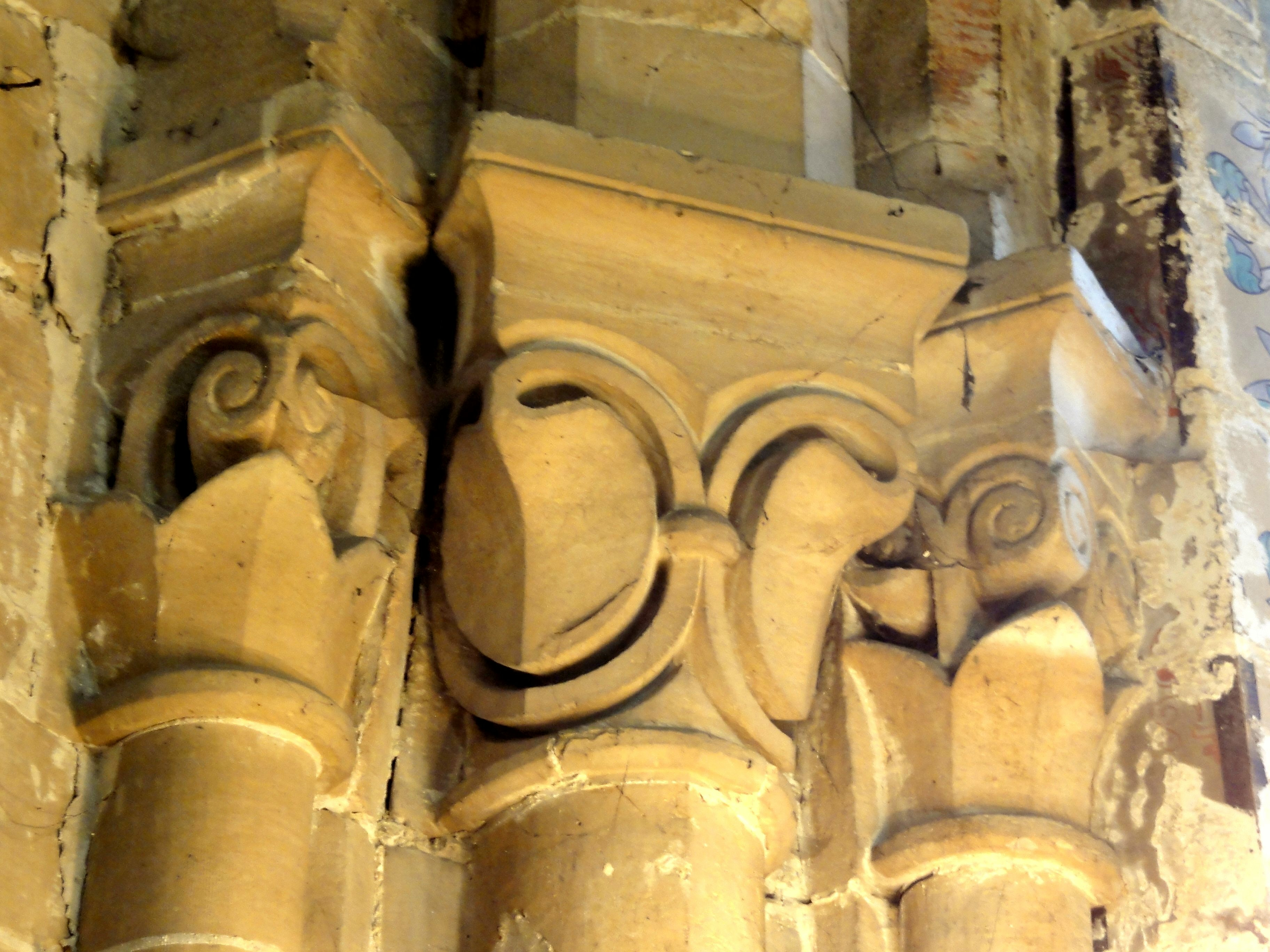
Chœur, chapiteaux dans l'angle nord-est.
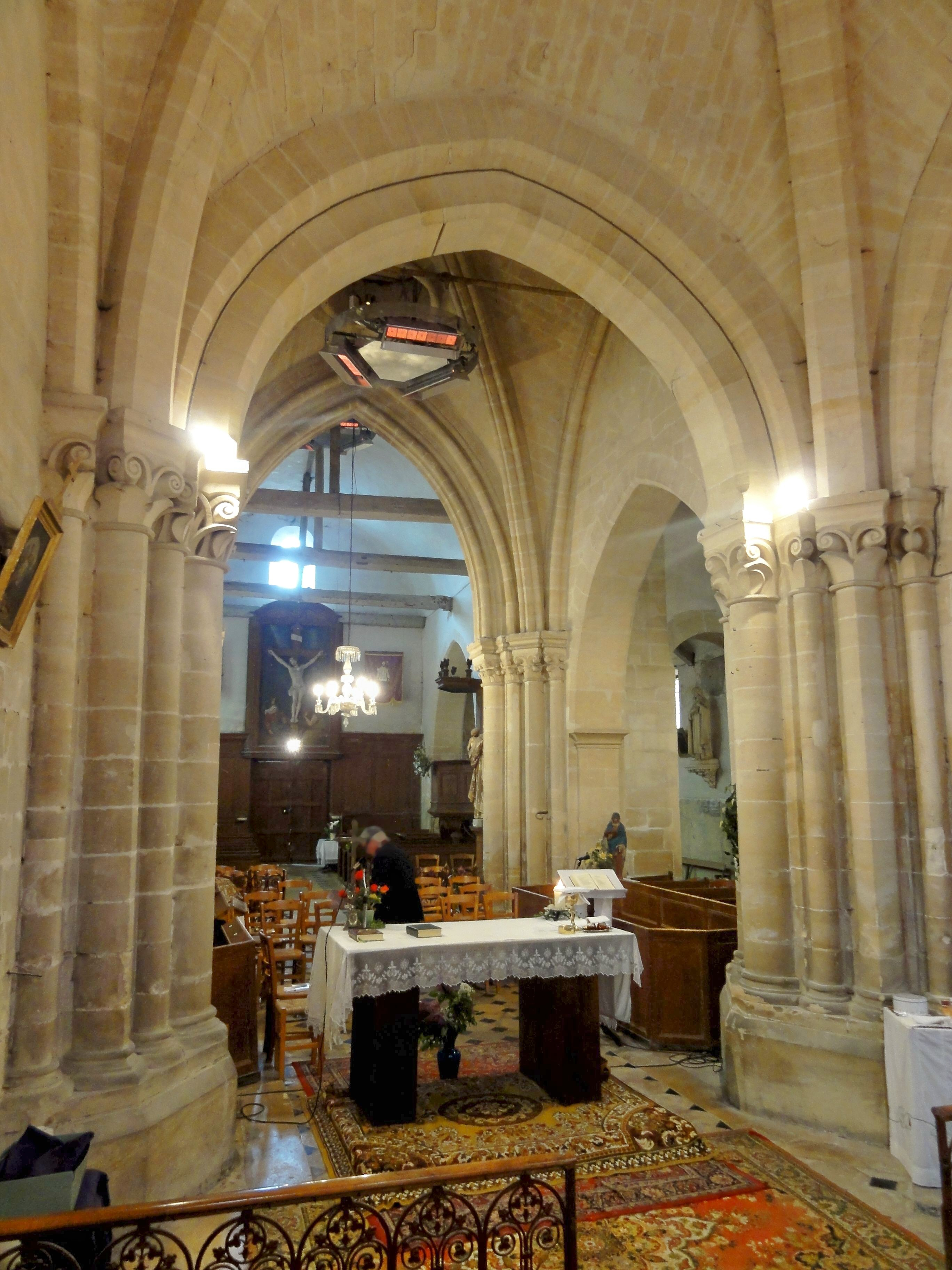
Chœur, vue vers l'ouest dans la base du clocher.
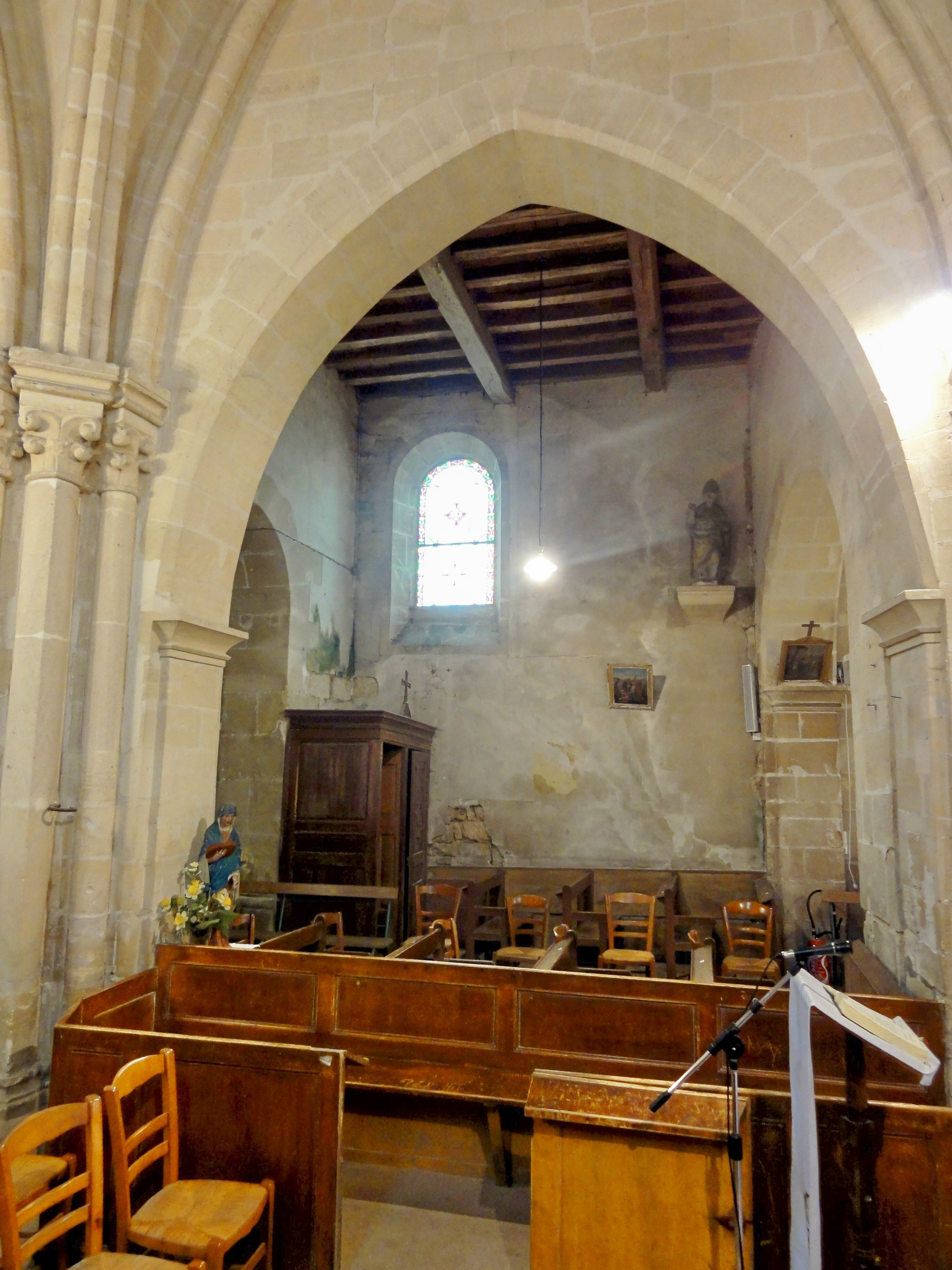
Base du clocher, vue vers le nord dans la 1re chap.
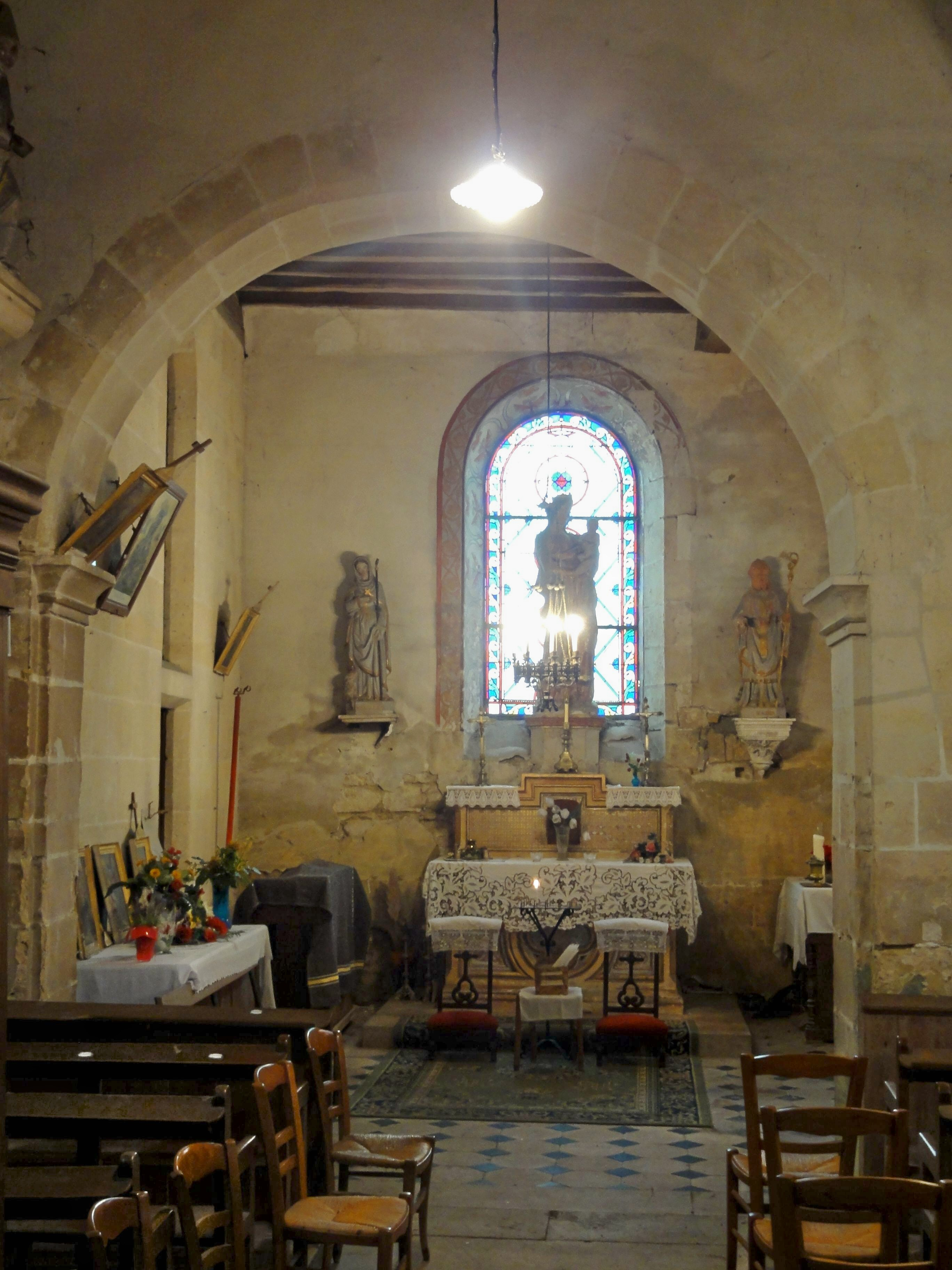
1re chapelle, vue vers l'est dans la 2e chapelle.
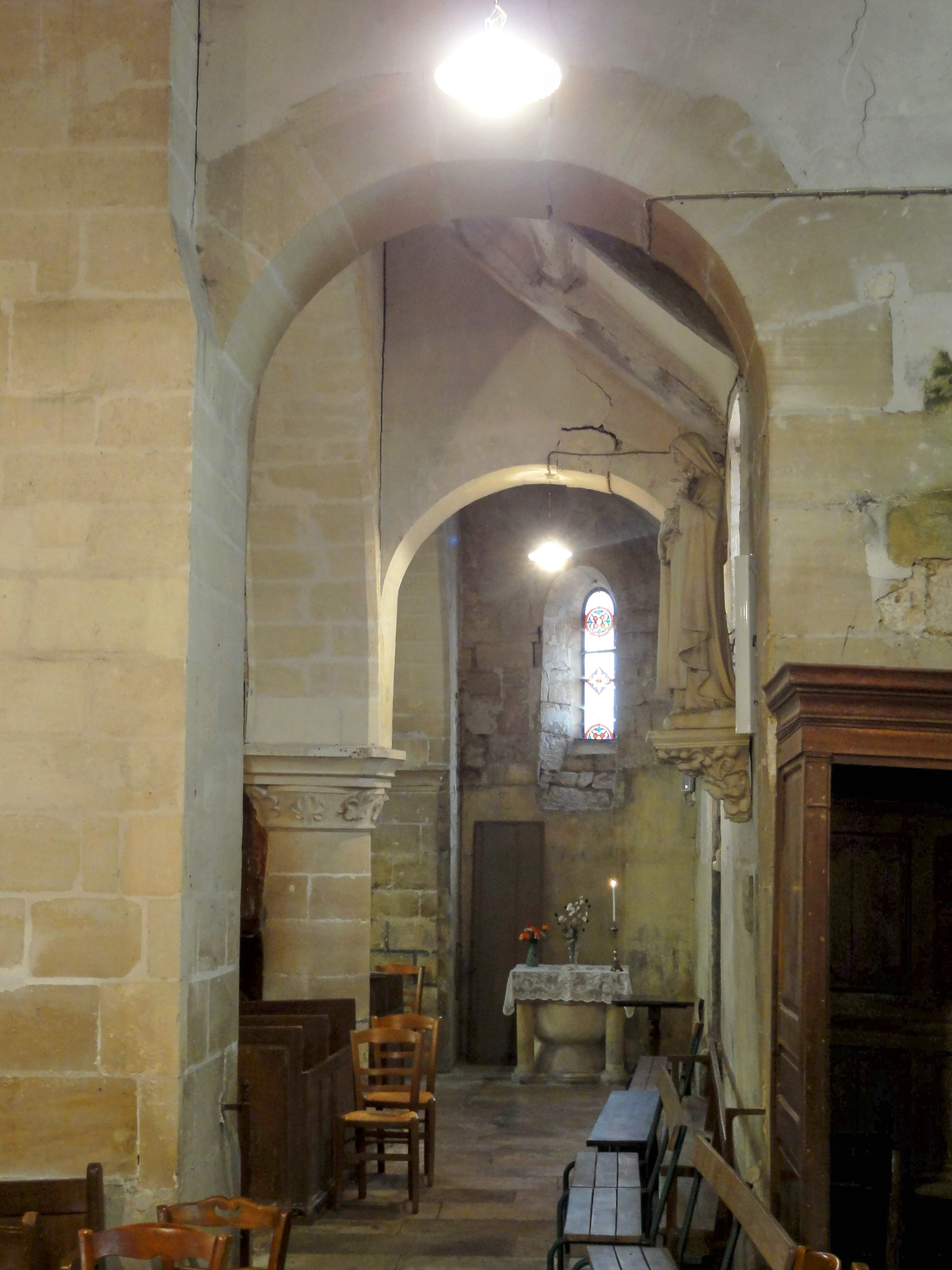
1re chapelle, vue vers l'ouest dans le bas-côté.
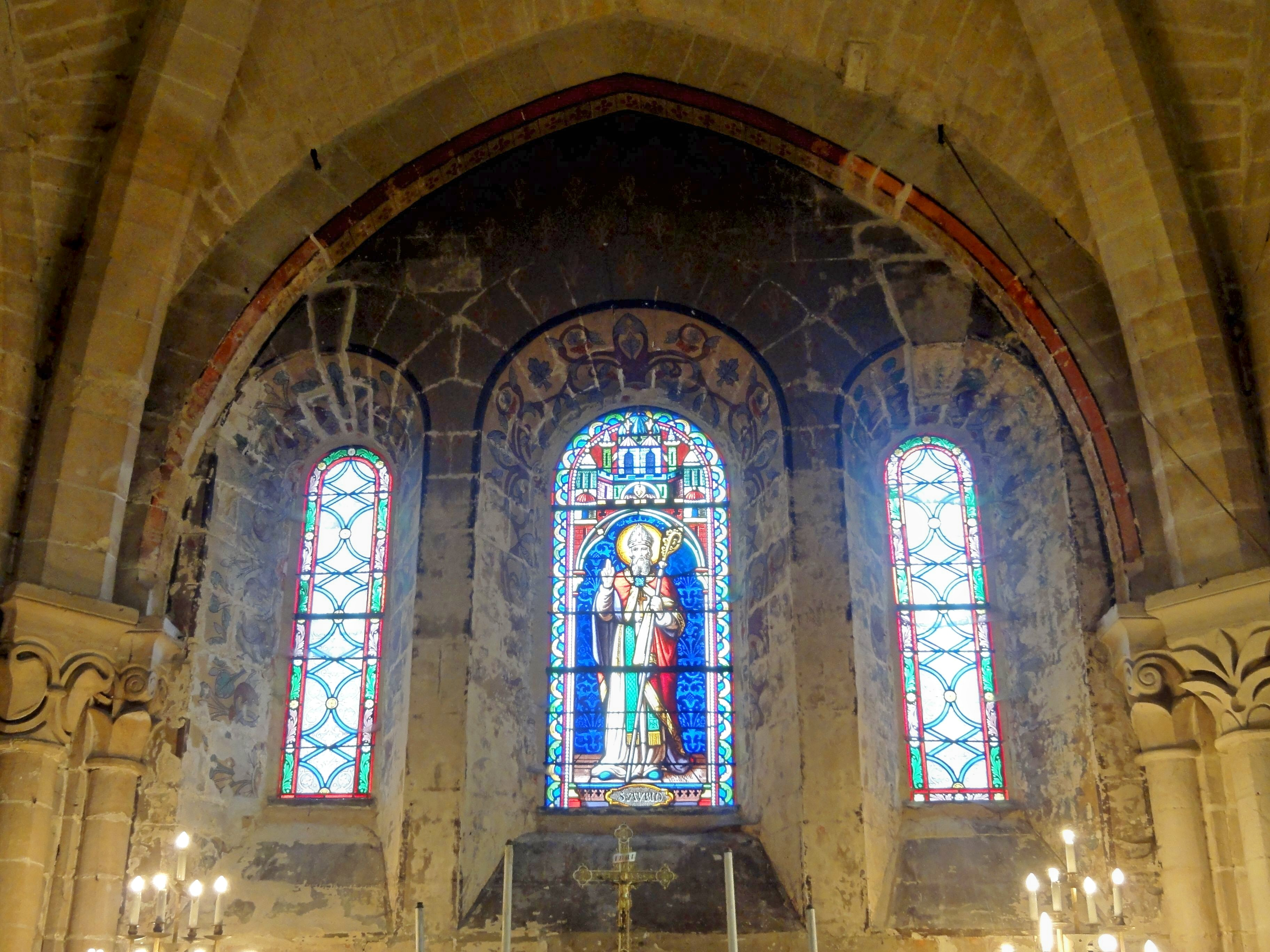
Triplet du chevet.

### Extérieur

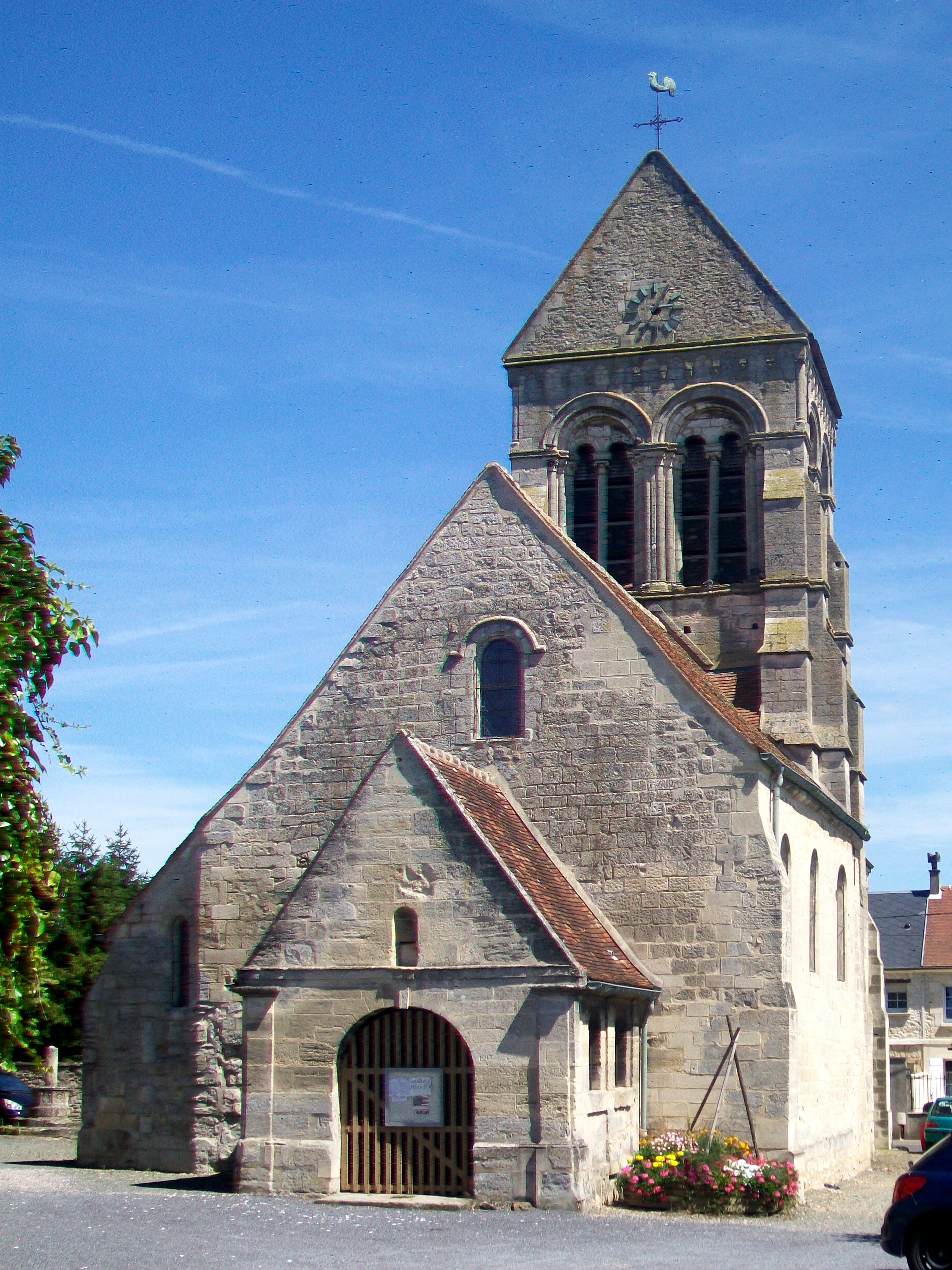
Façade occidentale.

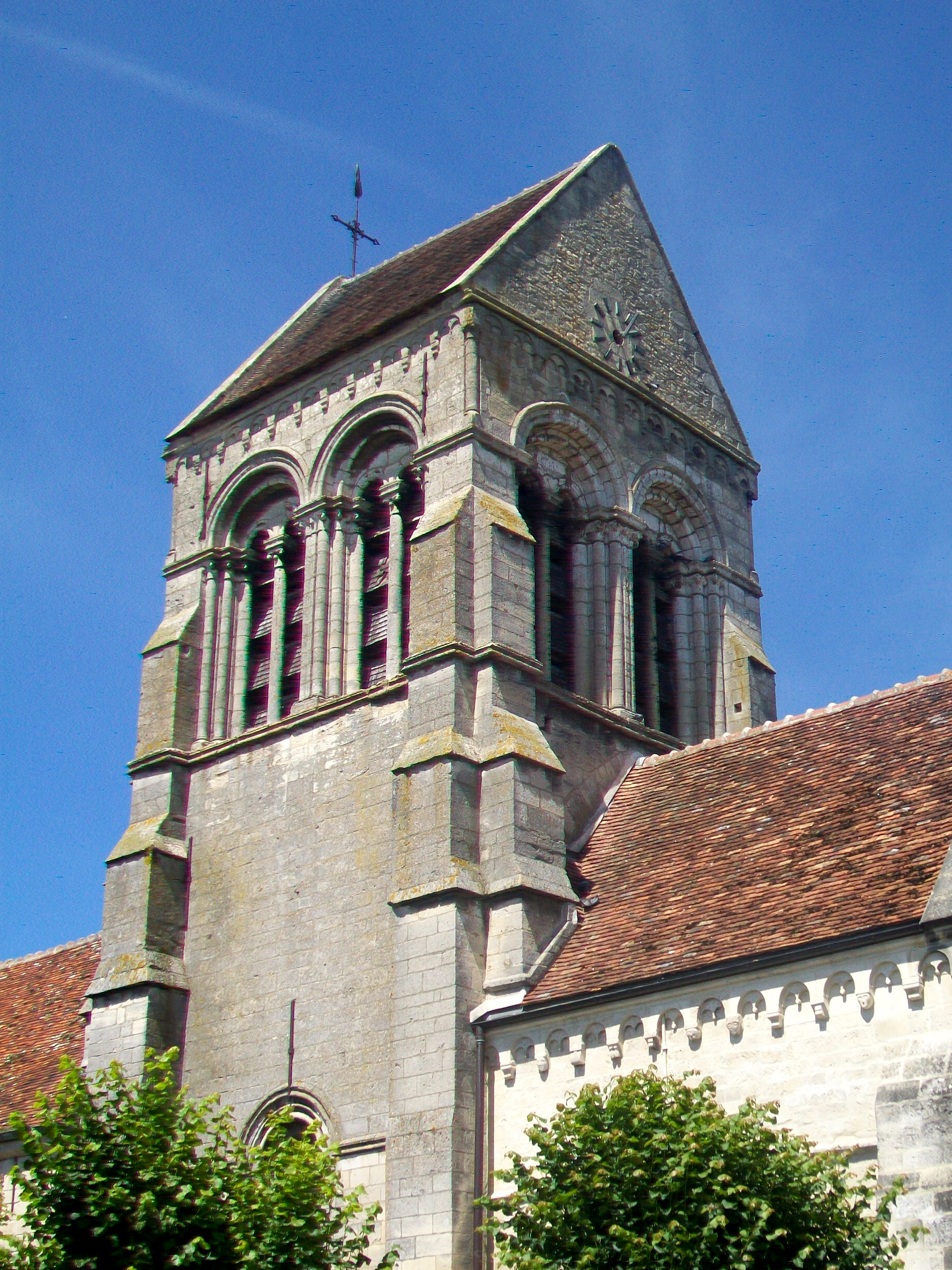
Clocher, côté sud-est.

Dans son ensemble, l'église de Cauffry est particulièrement représentative des églises rurales de la période de transition du roman au gothique dans le Beauvaisis. Mais seul le clocher et le chœur représentent un véritable intérêt architectural. La nef, bien que d'origine romane, a perdu presque tous les signes caractéristiques de son époque de construction, hormis sa forme, qui est celle d'une nef-grange assez large et non subdivisée en travées, conçue d'emblée pour ne pas être voûtée. Restent le tympan du portail avec les traces d'un décor géométrique et la fenêtre occidentale de la nef. Surmontée par un sourcil, elle pourrait être romane, mais Eugène Müller prétend que la nef aurait été rehaussé et la baie portée plus haut. Bien que très ancienne, elle ne serait donc pas d'origine.
Le clocher coiffé en bâtière est flanqué de deux contreforts orthogonaux à chaque angle, qui s'arrêtent à mi-hauteur de l'étage de beffroi. Ces contreforts se retraitent à deux reprises au niveau du premier étage, aveugle, grâce à des glacis formant larmier, et se terminent également par des glacis. Sur leur partie supérieure, ils sont également entrecoupés par un bandeau courant tout autour du clocher au niveau du seuil des fenêtres. Un bandeau identique se situe au niveau des impostes. Chaque face de l'étage de beffroi est percée de deux fenêtres abat-son gémelées en plein cintre, s'inscrivant dans de doubles archivoltes toriques reposant sur des colonnettes à chapiteaux. Les fenêtres elles-mêmes sont subdivisées en deux étroites baies plein cintre, séparées par une colonnette à chapiteau et encadrées extérieurement par des colonnettes identiques. Avec celles des archivoltes, elles forment des faisceaux de trois colonnettes, et l'on compte ainsi sept colonnettes par fenêtre ou quatorze par face du clocher. Leurs chapiteaux sont tous identiques et décorés de crochets, et leur tailloir est formé par le bandeau déjà mentionné. Les colonnettes sont appareillées, sauf celles séparant les deux baies de chacune des fenêtres, qui sont monolithiques et posées en délit. De courtes colonnettes appareillées agrémentent également les angles du clocher au-dessus des contreforts. Les murs sont terminés par une corniche beauvaisine très plate, formée de petites arcatures plaquées en plein cintre supportées par des modillons, et subdivisées chacune en deux arcatures plus petites. La corniche est également présente du côté des pignons, ce qui n'est pas toujours le cas. Si Eugène Müller évoque la potentialité d'une flèche en pierre ayant jadis couronnée le clocher, Vermand ne formule plus une telle hypothèse. Reste à mentionner la fenêtre romane du rez-de-chaussée, éclairant la travée de la base du clocher déjà décrite. Haute et étroite, elle est flanquée de deux colonnettes à chapiteaux placées à une certaine distance, afin de faire paraître la baie plus grande qu'elle ne l'est. Les hauts tailloirs des chapiteaux forment des tabliers servant en même temps d'impostes, et reçoivent une partie de l'archivolte torique, dont la partie supérieure retombe sur un bandeau se poursuivant sur le mur,.
Les murs gouttereaux du chœur se terminent par des corniches beauvaisines au relief nettement plus marqué qu'en haut du clocher. Les modillons sont en partie sculptés en masques ; les autres ont peut-être perdu leur décor ou ont été remplacées par des pierres non sculptées. Du côté du pignon oriental, placé en léger retrait, l'on ne trouve qu'un simple larmier. Le pignon est percé d'une meurtrière ; sinon, il reste nu. Les angles du chevet sont épaulés par des contreforts à ressauts caractéristiques du style gothique primitif, avec des glacis intermédiaires très fortement inclinés, et sans larmiers. Le décor des fenêtres se réduit à sa plus simple expression, avec simplement un sourcil se poursuivant comme bandeau sur les murs. La similitude avec la baie occidentale de la nef est frappante, ce qui pourrait indiquer une piste pour la datation du rehaussement de la nef. L'on note l'absence du vocabulaire décoratif habituel des églises du XIIe siècle dans la région - cordons en pointe-de-diamant, fleurs de violette ou dents de scie. — Directement au nord de la chapelle latérale nord du chœur, se situe l'ancienne croix de cimetière malheureusement bûchée, avec un socle octogonal comportant des panneaux sculptés en bas-relief, et un soubassement qui se retraite à trois reprises à la façon d'un escalier. Ce calvaire est également classé monument historique.

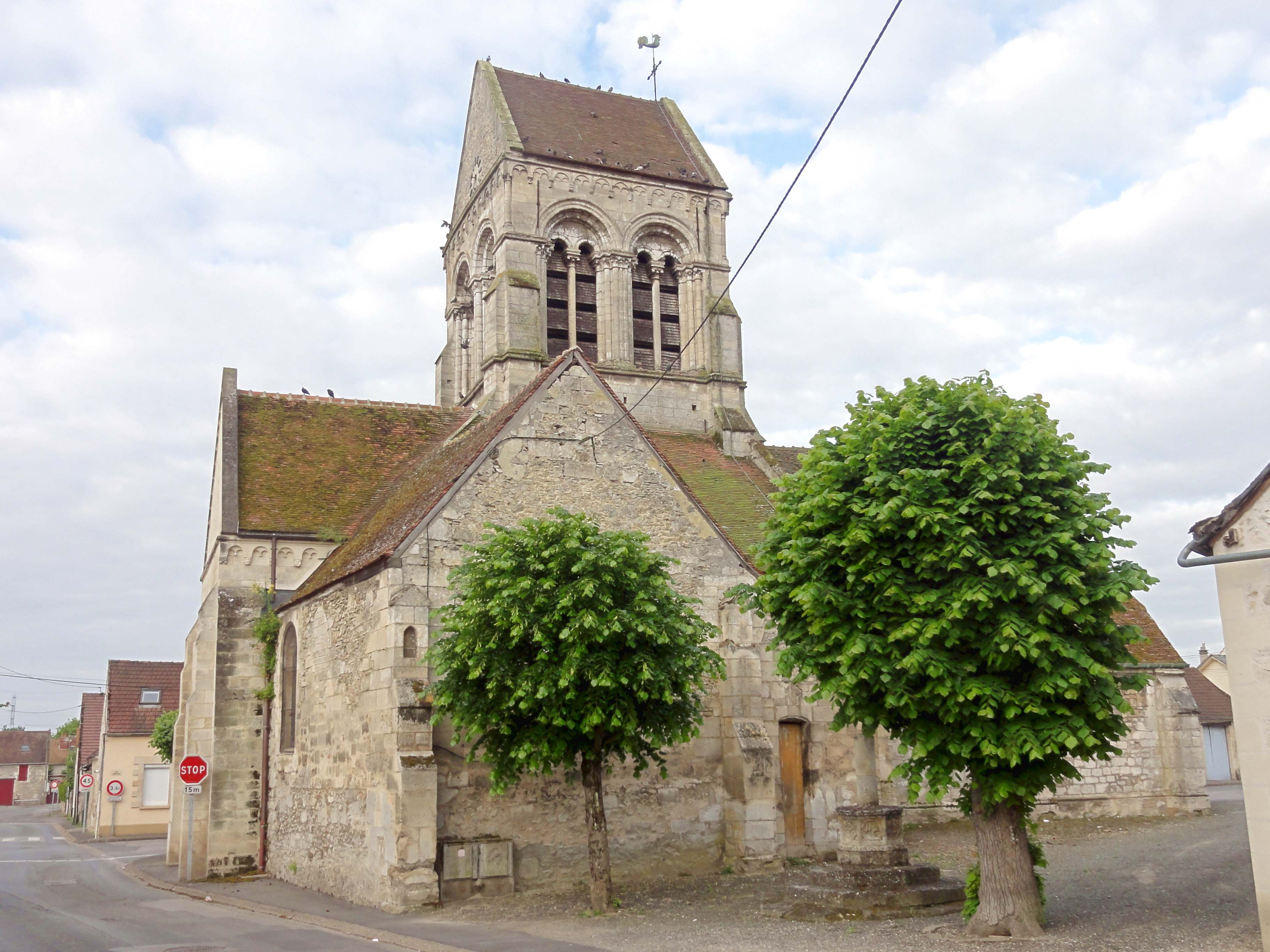
Vue depuis le nord.
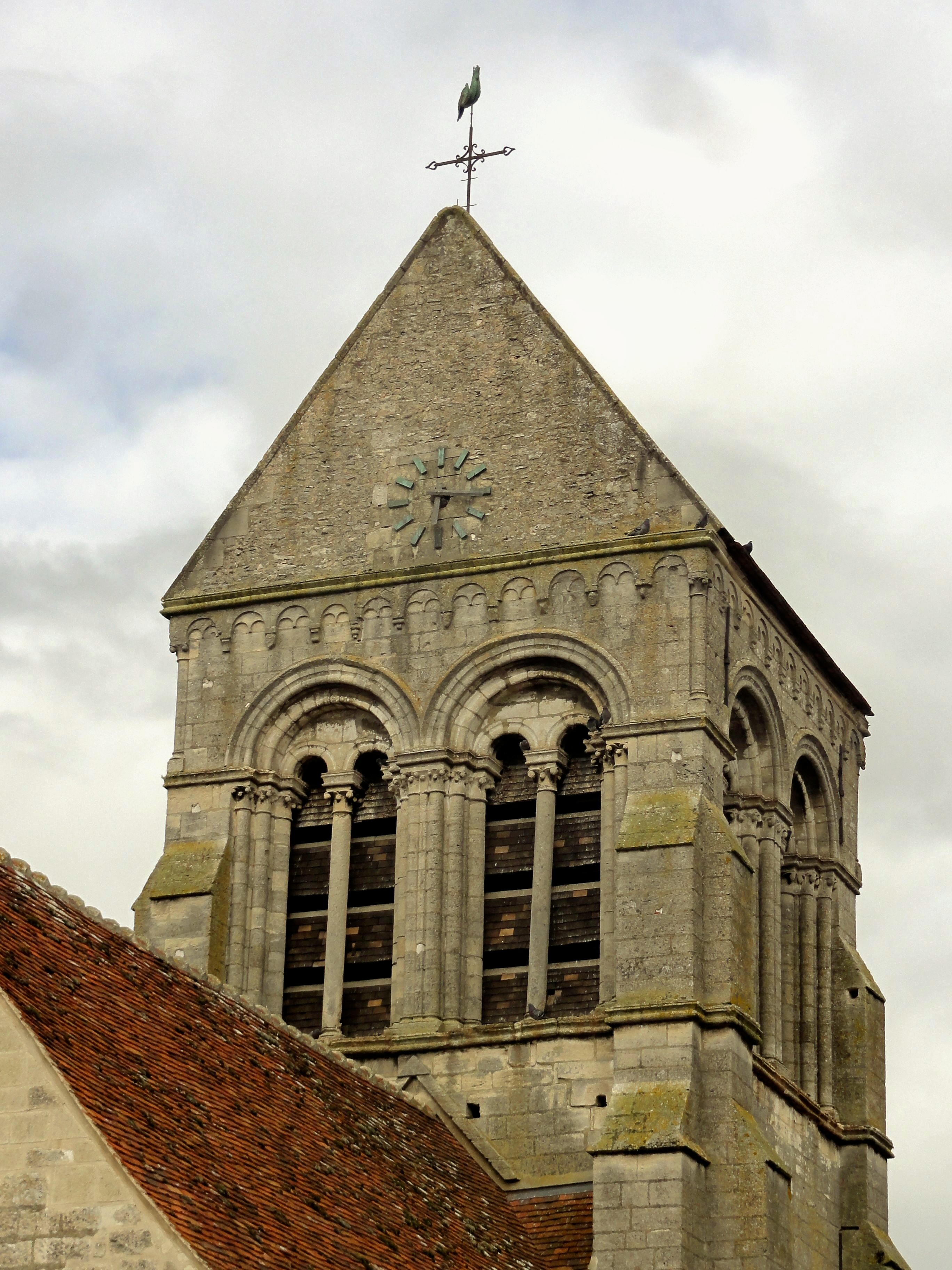
Étage de beffroi du clocher.
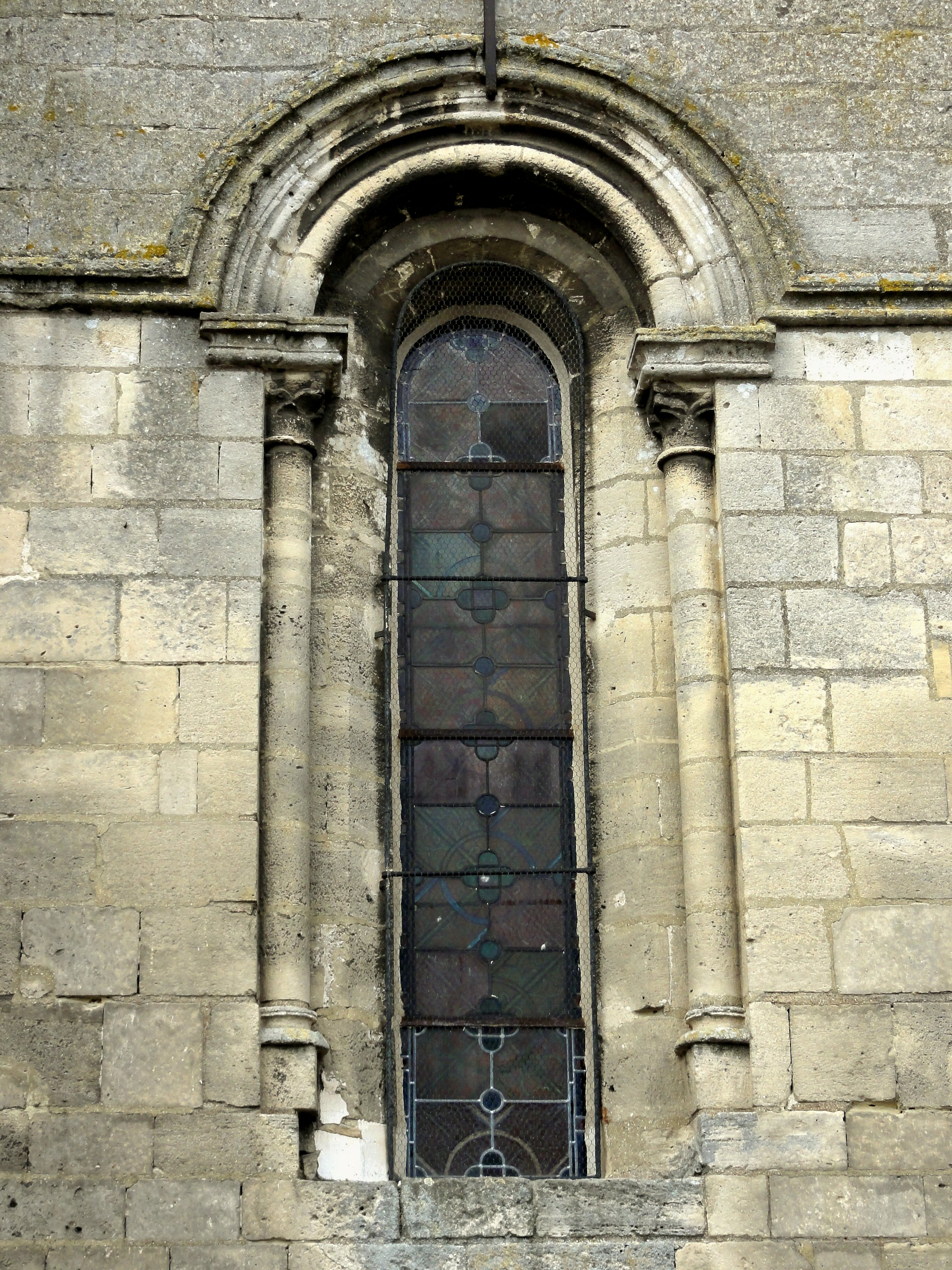
Baie de la base du clocher.
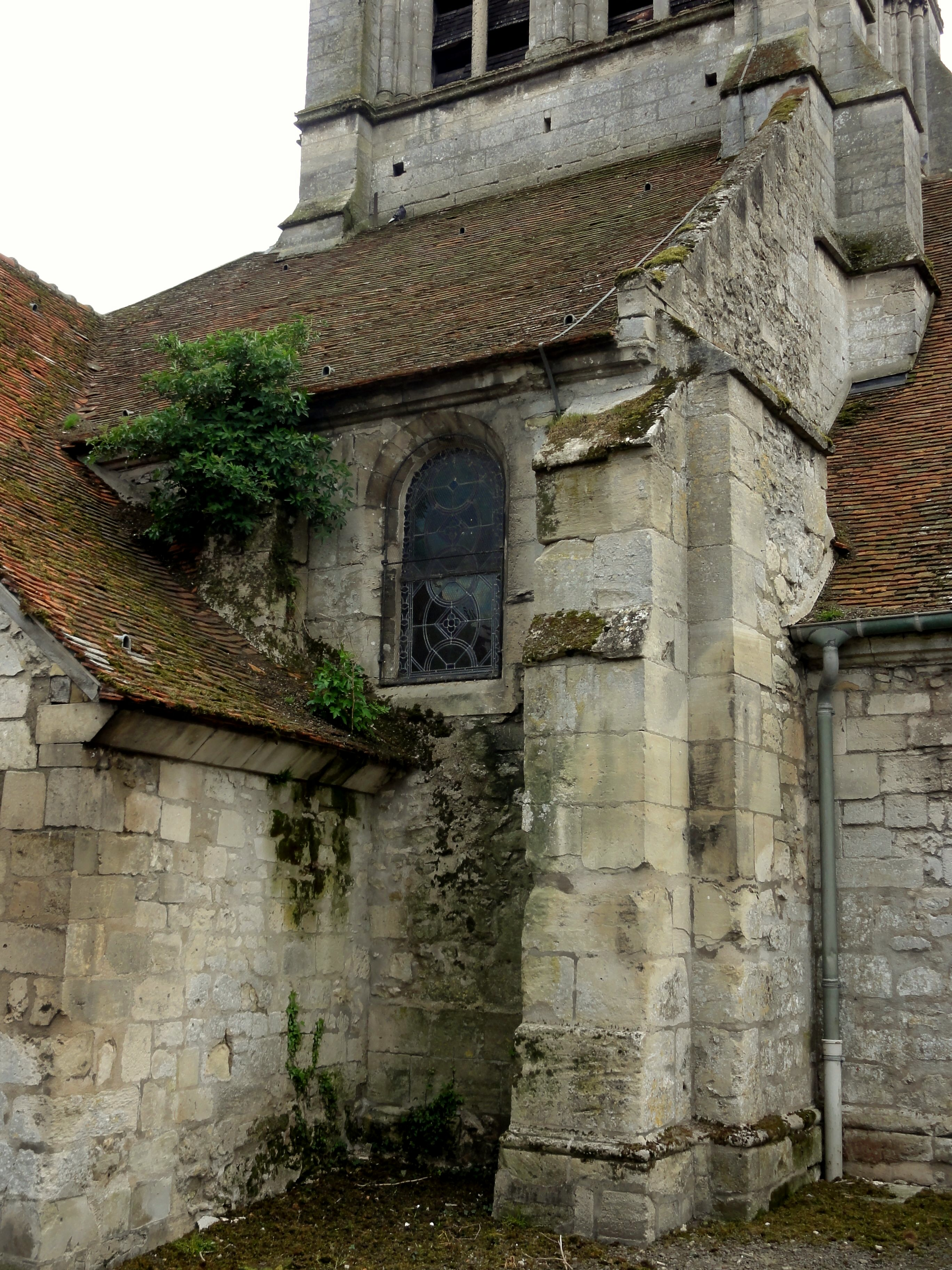
Chapelle au nord du clocher.
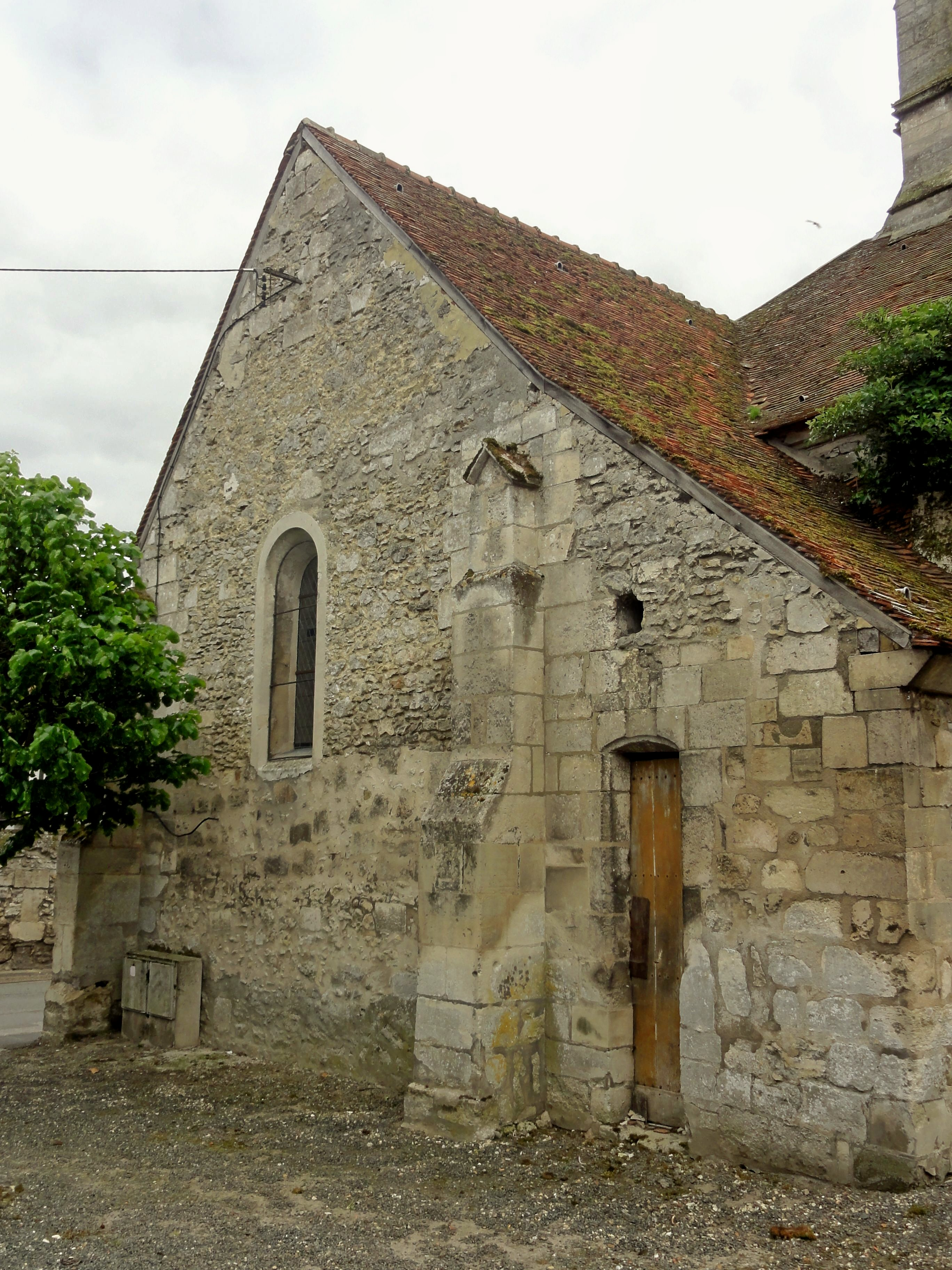
Deuxième chapelle au nord.
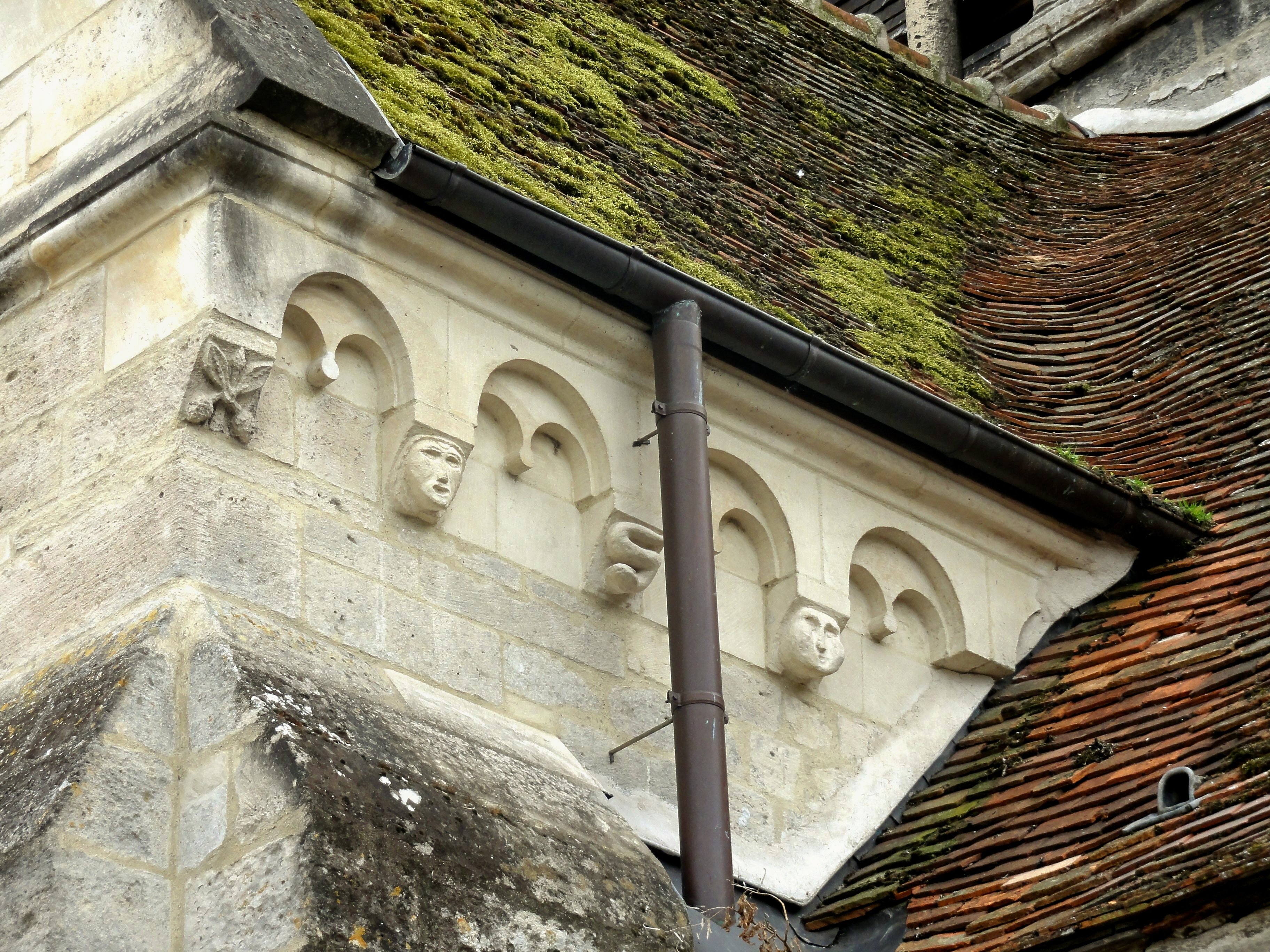
Corniche beauvaisine.

## Mobilier
L'église renferme trois éléments de mobilier classés monument historique au titre objet.
- Les fonts baptismaux au début du bas-côté, de 1230 environ, se présentent comme une grosse cuve cantonnée de quatre colonnettes, et reposant sur un socle de la forme d'une cuve renversée. Ils sont devenus méconnaissables par rapport à leur état d'origine[9],[4].
- Un groupe sculpté en pierre calcaire peinte, représentant une Vierge de Pitié avec un écusson dans le socle, accroché sur le mur méridional de la nef, haute de 180 cm et large de 110 cm, œuvre datable du XVIe siècle[10]
- Une statue en pierre calcaire peinte, représentant la Vierge à l'Enfant grandeur nature du second quart du XVIe siècle, placée sur un socle devant la baie orientale de la chapelle latérale du chœur. C'est une œuvre assez courante de mauvaise qualité, exécutée probablement par un artisan local, et très restaurée, avec une polychromie refaite au XIXe siècle. L'enfant porte une colombe qui lui picore la main[11].

La chaire, assez sobre mais avec un dais décoré de quatre pots-à-feu, n'est pas classée, ni les autres statues.

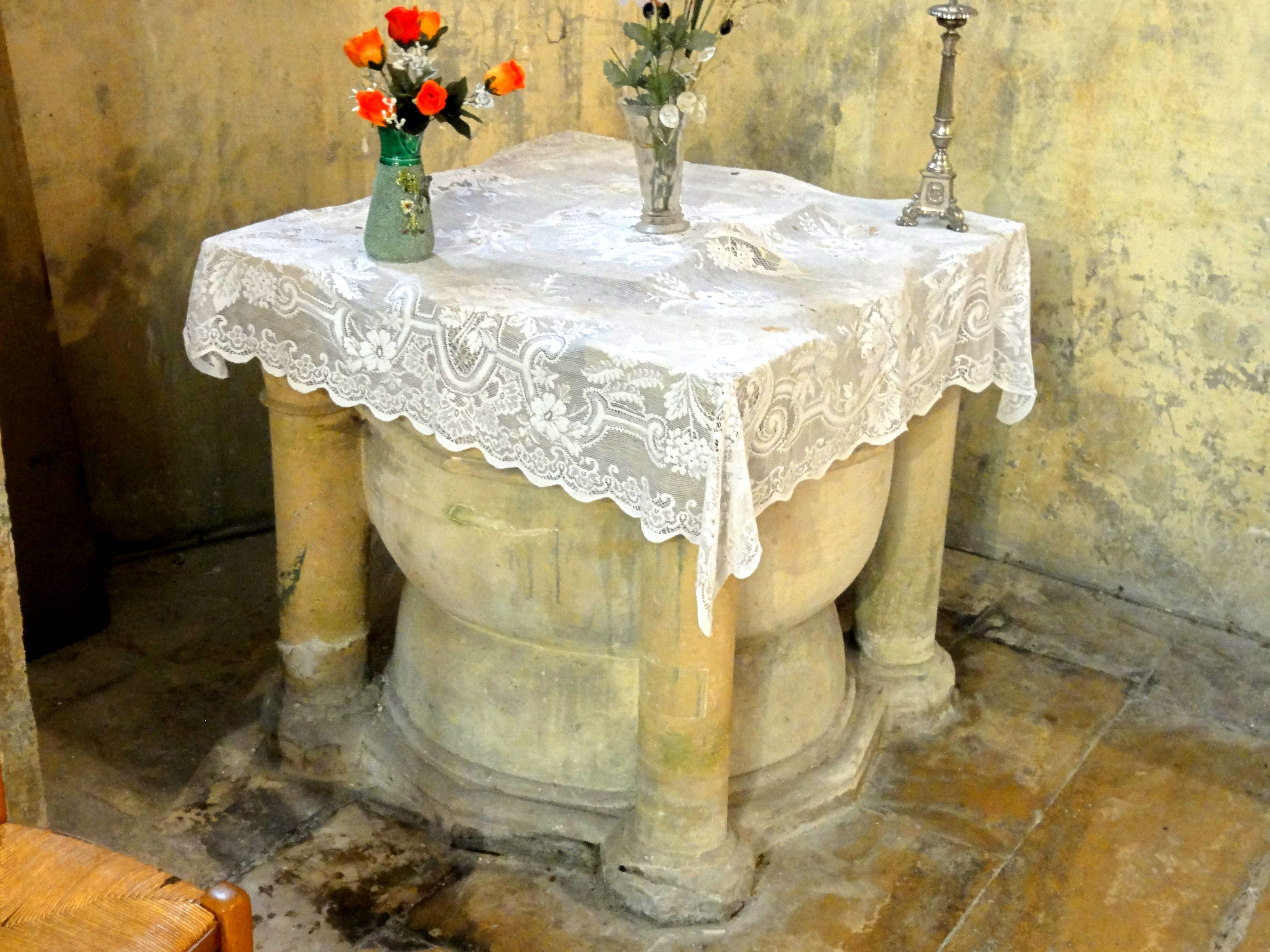
Fonts baptismaux.
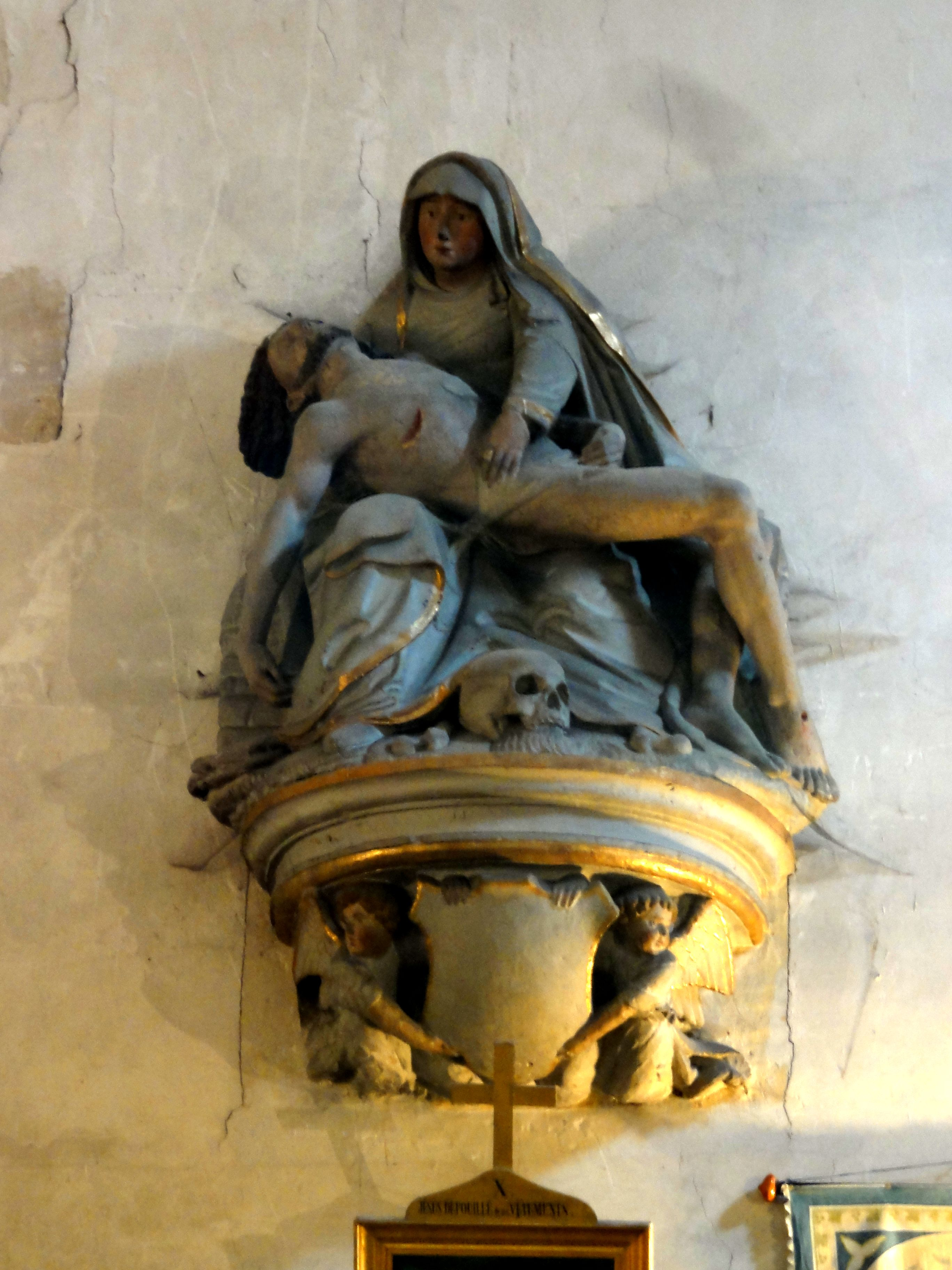
Vierge de Pitié.
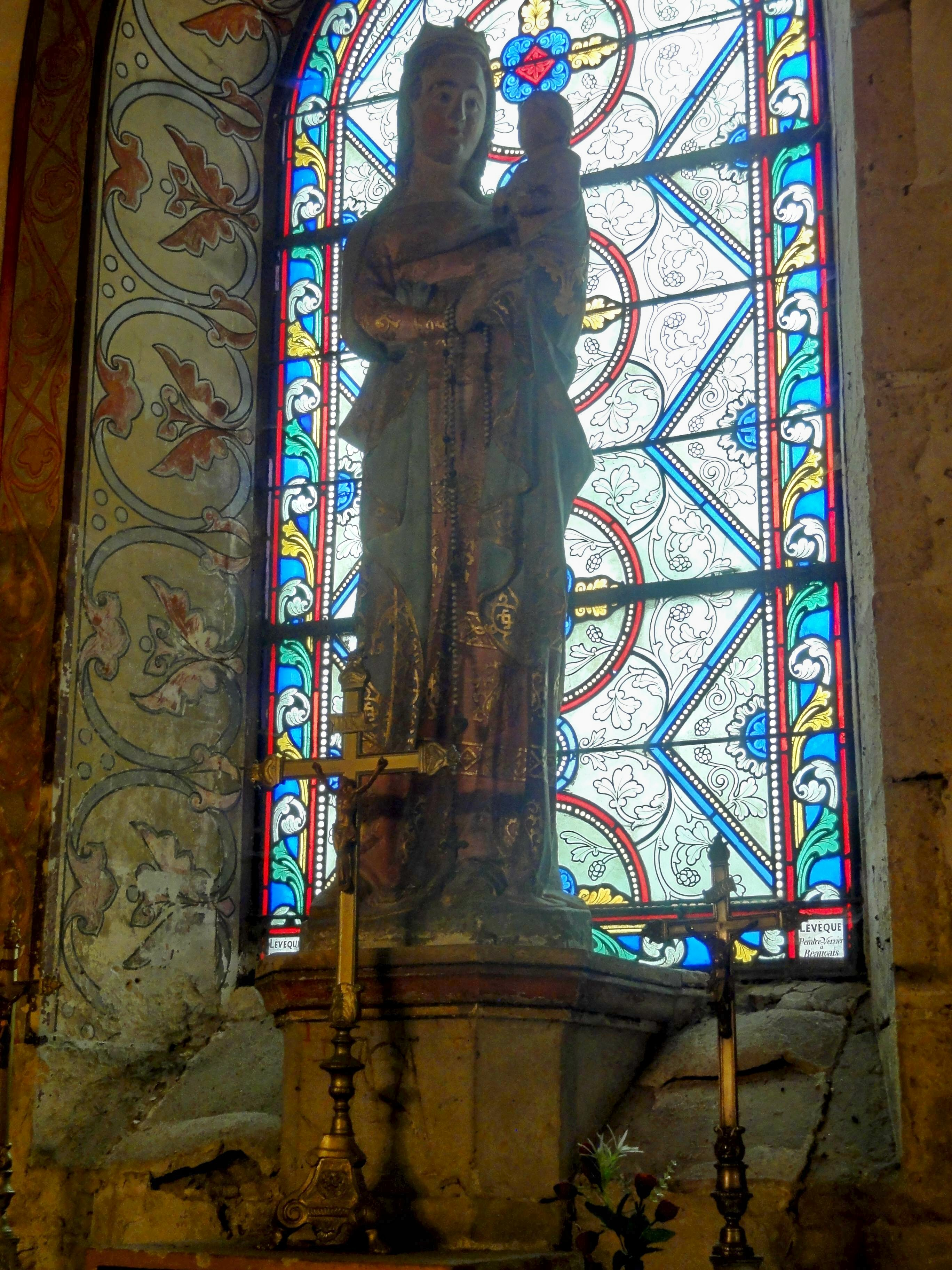
Vierge à l'Enfant.
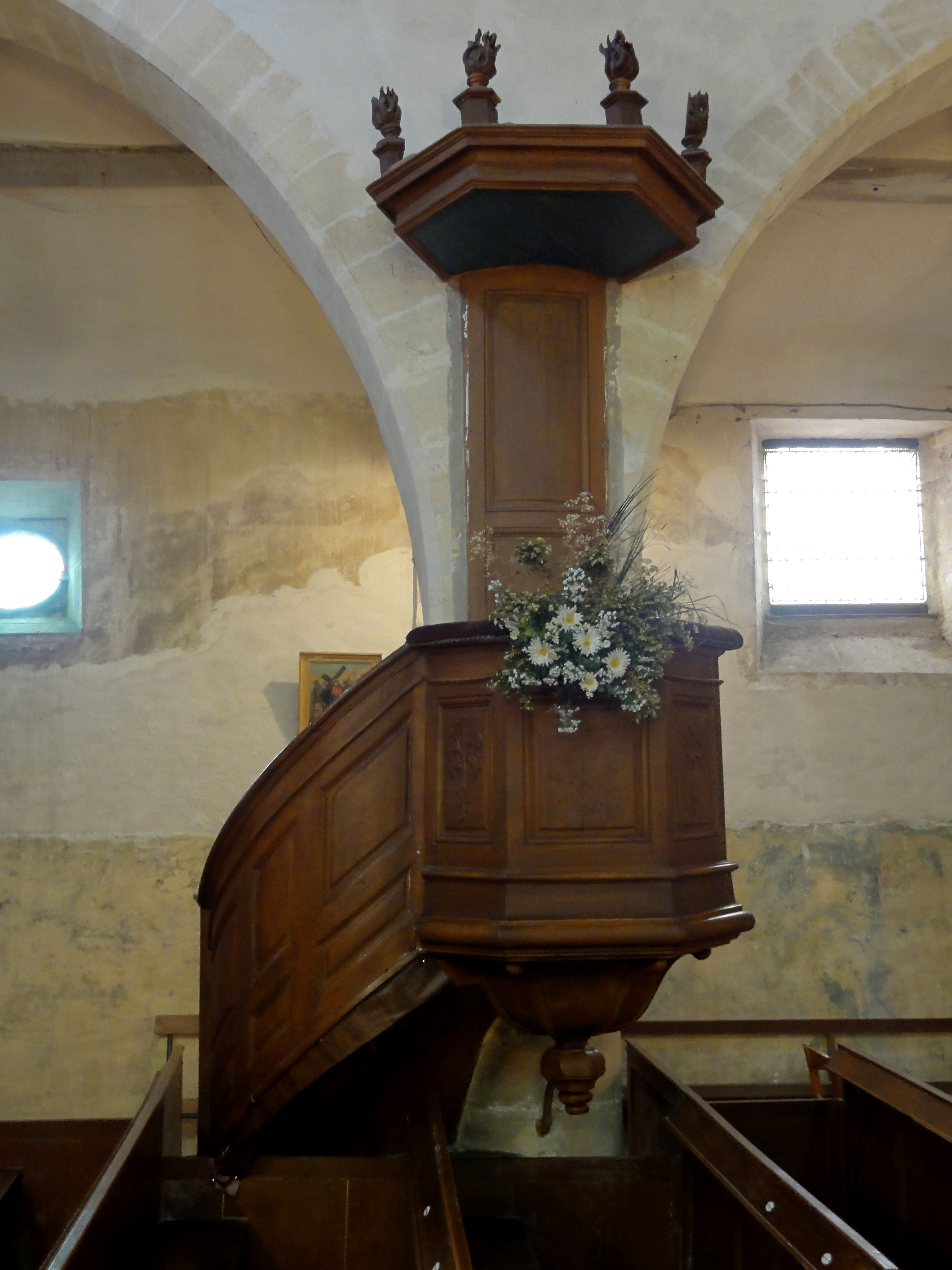
Chaire à prêcher.
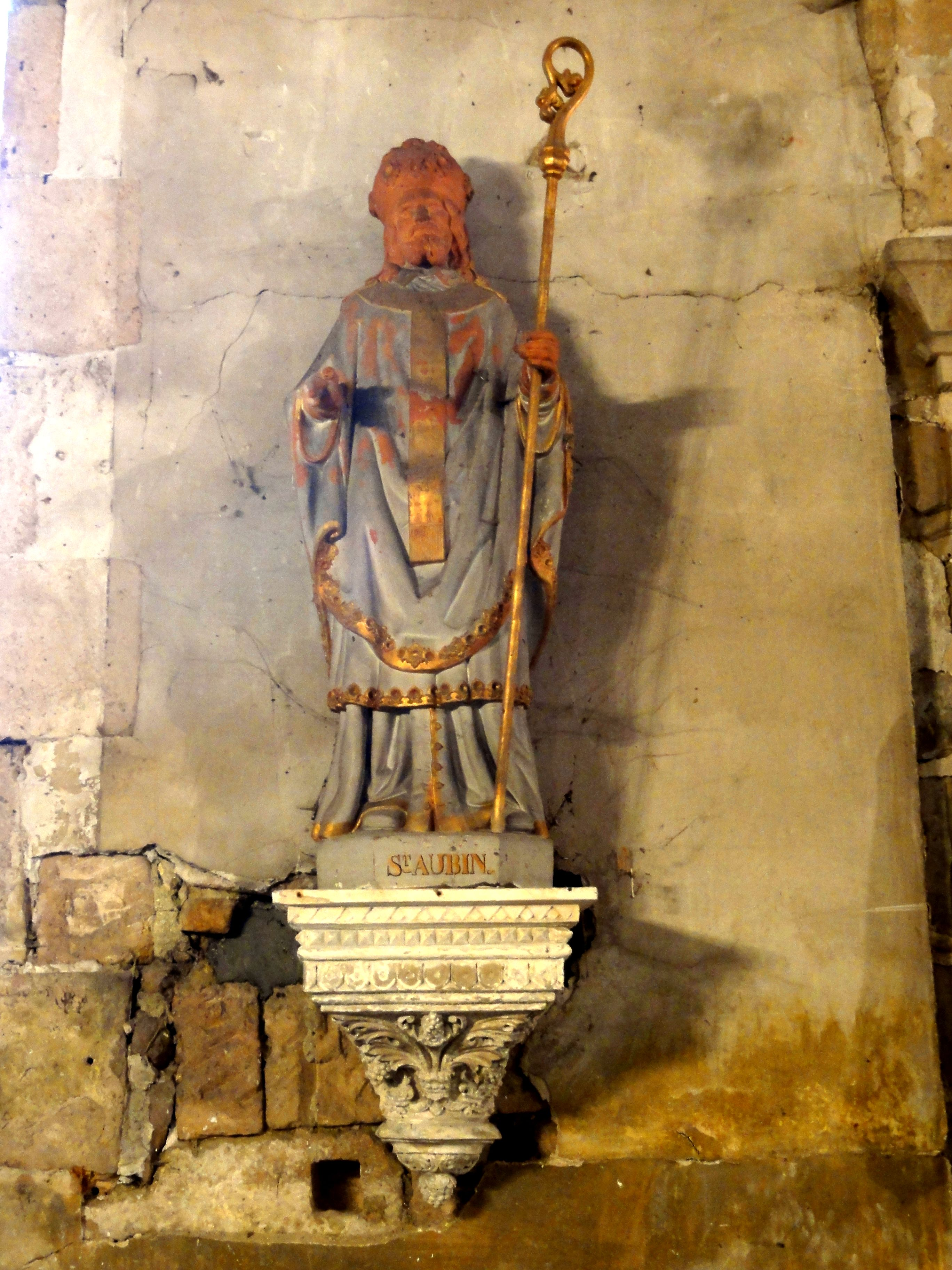
Statue de saint Aubin.